# Parque de Vallparadís
El parque de Vallparadís (en catalán y oficialmente parc de Vallparadís) es un espacio urbano natural ubicado en el término municipal de Tarrasa, en la provincia de Barcelona, España. Su construcción comenzó en 1991, a partir de varios planteamientos previos durante los siglos xix y xx, que culminaron en la redacción definitiva del proyecto por Manuel Ribas i Piera. El parque fue declarado Bien de Interés Cultural por el Gobierno de España.
Los primeros hallazgos fósiles en la zona datan de un millón de años; se han descubierto muestras de flora y fauna del pleistoceno en el yacimiento de Cal Guardiola, mientras que las primeras evidencias de presencia humana corresponden a la época de los íberos, halladas en el asentamiento de Egosa. Este emplazamiento acabaría conformando Egara, actualmente Tarrasa.
El parque tiene forma de «Y» debido a los pasos del torrente de Vallparadís y el torrente de Monner, que confluyen en el conjunto monumental de las iglesias de San Pedro de Tarrasa, un patrimonio histórico constituido por un conjunto patrimonial, arqueológico y artístico, pieza fundamental del arte románico en Cataluña. También, en su interior se encuentra ubicado el Centro de Documentación y Museo Textil, una de las principales instituciones museísticas textiles, compuesta por una biblioteca, un banco de imágenes y un fondo de tejidos y el castillo cartuja de Vallparadís, una fortificación —también declarada patrimonio histórico— de 1110, sección principal del actual museo de Tarrasa. Además, el parque dispone de diferentes monumentos arquitectónicos de gran importancia como la Casa Baumann, el puente de San Pedro o el puente del Paseo.
Dentro del parque se hallan diferentes equipamientos —como una piscina de 180 m de largo o un tren a gran escala que transcurre por el centro del parque— y se realizan eventos anualmente, como el pícnic jazz o la fiesta de colores, que atraen a miles de espectadores.

## Historia

### Geología

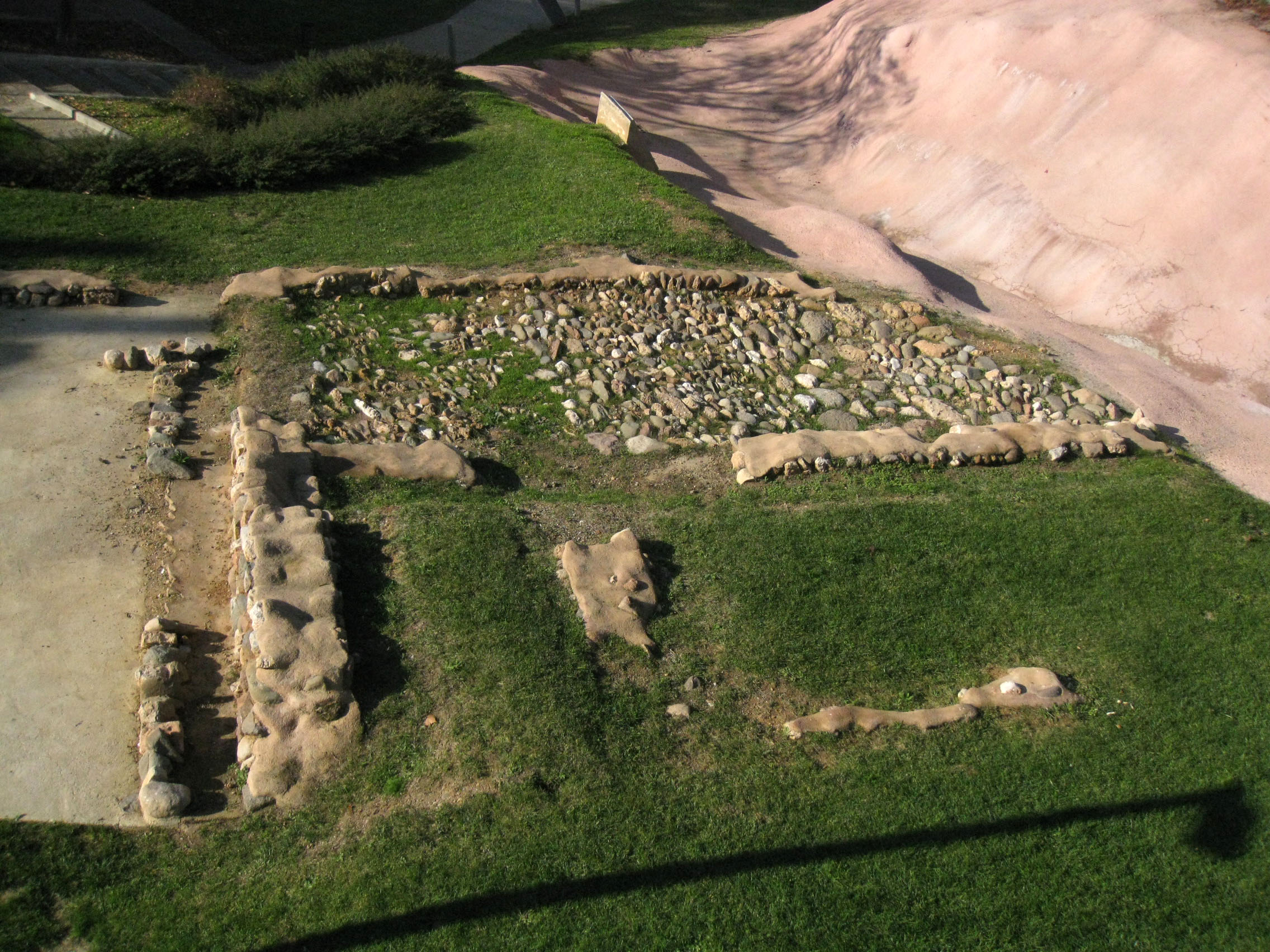
Restos arqueológicos cerca del castillo de Vallparadís, en el mismo parque

Desde el Neógeno, el parque ha ido tomando su forma de manera natural por la erosión fluvial de las aguas del torrente de Monner y de Vallparadís, formando parte del conjunto de la depresión prelitoral catalana.
Los sedimentos que se encuentran en la zona corresponden al Neógeno y al posterior Cuaternario, y provienen principalmente de la erosión de rocas metamórficas, volcánicas y plutónicas del Paleozóico, y también de rocas terrígenas y carbonáticas, tanto del Mesozoico como del Paleógeno.
En 1997, a través de una serie de excavaciones arqueológicas durante más de dos años en el yacimiento de Cal Guardiola, se hallaron unos 26 000 fósiles, de los que, aproximadamente, 3000 restos correspondían a mamíferos. De entre todos ellos, son destacables la presencia de hipopótamos, damas, equus y hiénidos. Otras especies de animales halladas corresponden a varios tipos de proboscídeos, osos, rinocerontes, jaguares, ciervos, macacos, megaloceros, bóvidos y un suido, este último, el único encontrado en Europa Occidental con una antigüedad de un millón de años.
En lo tocante a la flora, también se han hallado en las excavaciones restos vegetales, de los que cabe destacar dos ejemplares de grandes tamaños con unas dimensiones que sobrepasan los 3 m.

### Proyección como parque
Hasta transformarse en el espacio actual, el parque de Vallparadís ha atravesado varias etapas desde que, en 1346, se asentaron los primeros pobladores en la ya denominada Vallis Paradisi. Los torrentes que ocupaban el parque estuvieron ocupados por varias implantaciones agrarias hasta finales del siglo xix, época en que la ciudad de Tarrasa se vio afectada por las transformaciones del municipio debido a la llegada del ferrocarril en 1856 —en la zona más septentrional del parque— y del primer planteamiento urbanístico por parte de Miquel Curet en 1878.
Así, en 1895 se adjudicó la construcción del puente del Paseo, considerada la primera estructura moderna del parque, y en 1915 se realizó el primer proyecto de ordenación urbanística, autoría de Josep Maria Coll i Bacardí.
18 años más tarde, en 1933, se elaboró un segundo planteamiento urbanístico más modesto denominado Pla Viñals pero no fue hasta 1951 cuando se efectuó el Plan General de Ordenación Urbana por parte de la Comisión Superior de Ordenación Provincial de Barcelona. Mientras tanto, en 1942 se solicitó que el castillo cartuja de Vallparadís fuera declarado monumento Histórico-Artístico.
Sin embargo, el Plan General de Ordenación sufrió una serie de modificaciones y no fue hasta 1965 cuando se presentó un nuevo Plan, revisado en 1970, que incorporaba una especial atención a las zonas verdes. Finalmente, en 1972 se aprobó el Nuevo Plan de Ordenación del parque con una detallada delimitación y ordenación.
Ya con el Plan definitivo, en 1985 se adjudicó el proyecto de redacción del Plan Especial de Vallparadís elaborado por Manuel Ribas i Piera, proyecto que fue ejecutado entre 1991 y 1997 en tres fases de construcción.
En 1999, con el parque ya formado, se confeccionó un plan director que marcó las pautas autónomas organizativas de Vallparadís.

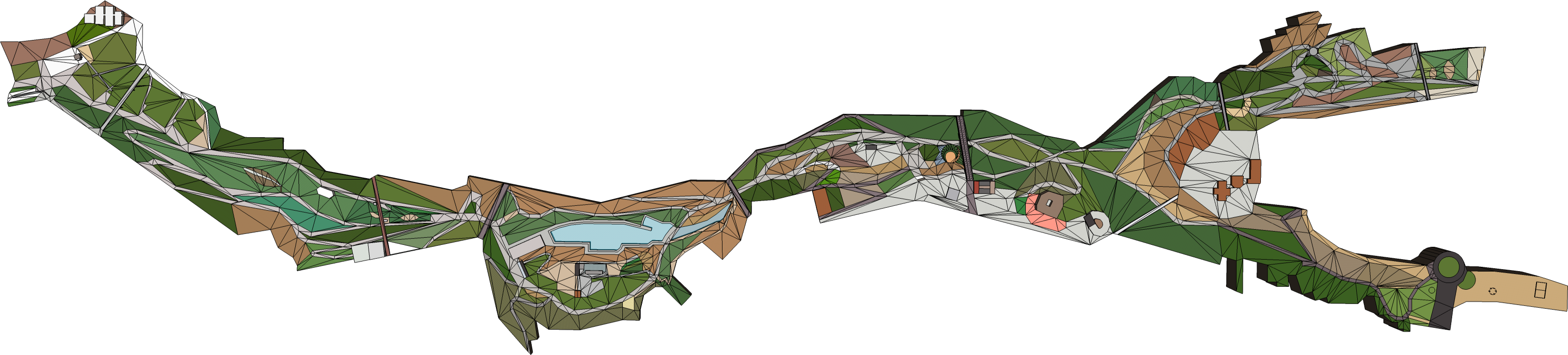
Ilustración panorámica del parque en 3D desde su extremo norte a la derecha —Avenida 22 de julio— hasta el extremo sur a la izquierda —barrio de Can Jofresa—

## Arquitectura

### Conjunto monumental de las iglesias de San Pedro de Tarrasa

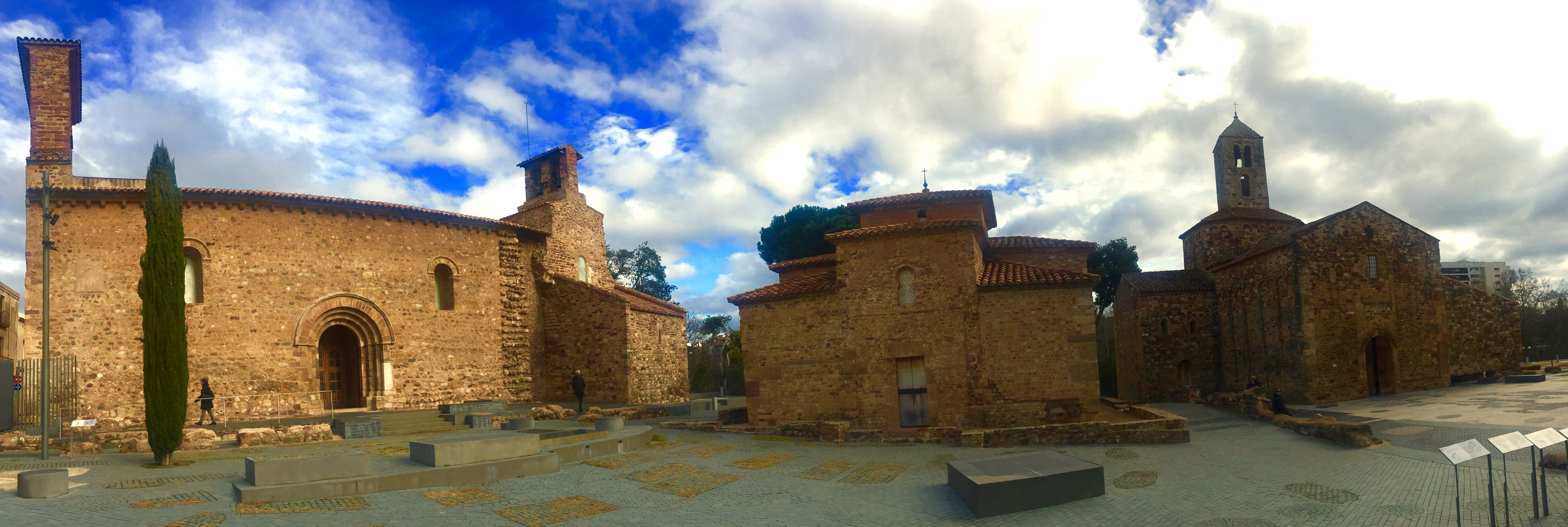
Panorámica del conjunto monumental de las iglesias de San Pedro con la iglesia de San Pedro a la izquierda, la iglesia de San Miguel en el centro y la iglesia de Santa María a la derecha

Las iglesias de San Pedro de Tarrasa son un conjunto monumental formado por las iglesias románicas de San Pedro, San Miguel y Santa María, así como la rectoría de San Pedro y un yacimiento arqueológico que formaron parte del núcleo de Égara.
Se trata de una serie de edificaciones con una existencia de más de 1500 años que fueron restauradas a finales del siglo xix. Más tarde, en 1906, se realizó una búsqueda arqueológica en lugar, por parte del arquitecto Josep Puig i Cadafalch. Esta exploración obtuvo como resultado uno de los elementos primordiales para la valoración historiográfica de la diócesis de Egara, documentada desde el año 400 al 750. El conjunto, que acapara tanto la época tardía como la época altomedieval, se construyó en un pequeño cerro dentro de cada margen del torrente de Vallparadís y Monner que conforman el parque, en la época en la que el cristianismo pasó de ser religión tolerada a oficial. Al principio, se construyó una basílica y, posteriormente una catedral, en el ámbito que actualmente ocupa la iglesia de Santa María y la rectoría. En esta construcción, que se alargó más de un siglo, se construyó también un santuario funerario con una cripta subterránea que hoy en día es la iglesia de San Miguel. En esta zona se han hallado tumbas orientadas hacia el este, pertenecientes a la necrópolis de la época episcopal del siglo xi y de la época carolingia de los siglos ix y x. Durante este periodo también se edificó una iglesia parroquial que corresponde a la iglesia de San Pedro y el palacio episcopal al lado de la catedral.
Todo el conjunto eclesiástico se fue expandiendo progresivamente con el paso de los años hasta su máximo apogeo, hacia los siglos xi y xii.

### Centro de Documentación y Museo Textil

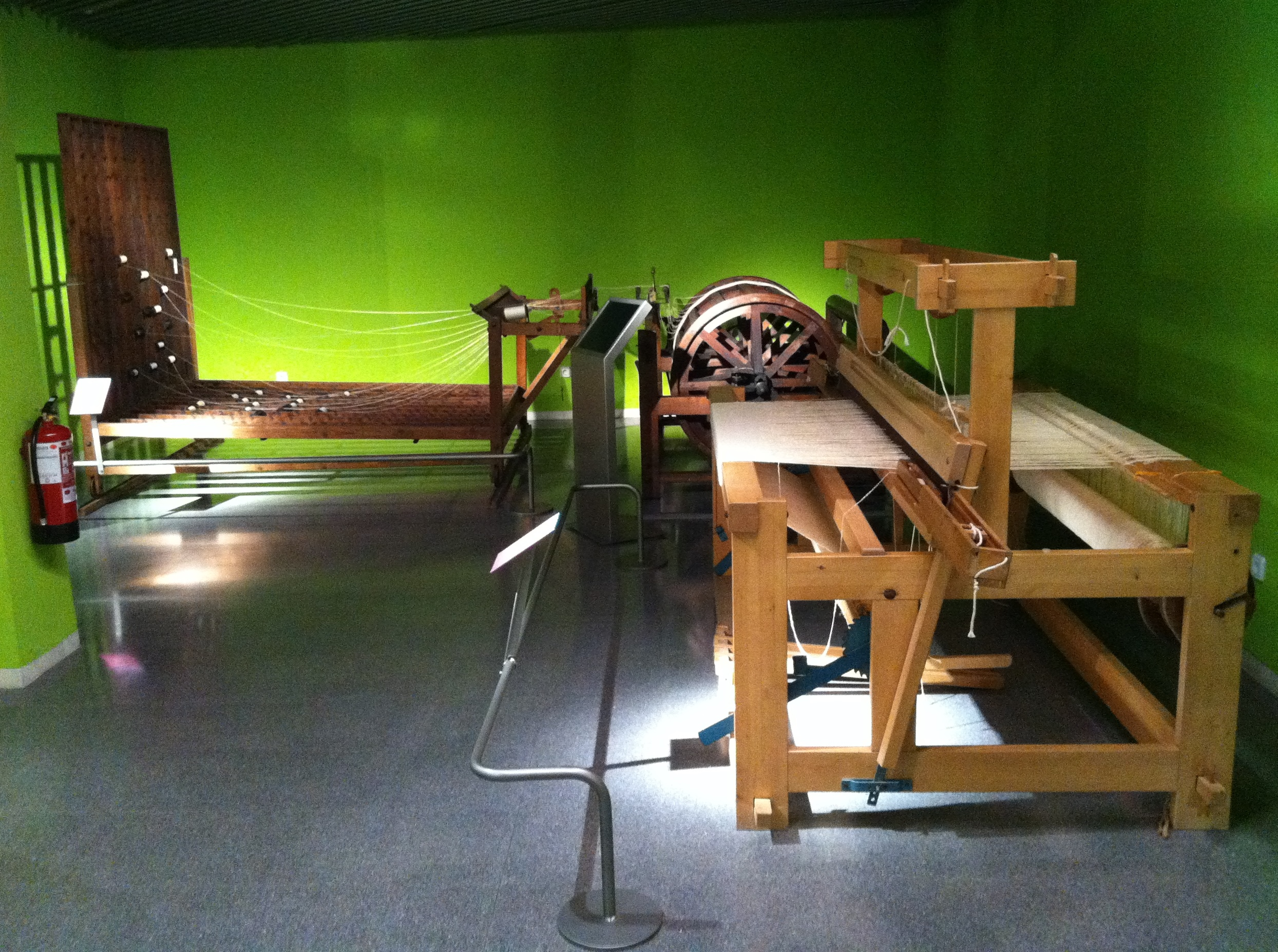
Zona de exposición de maquinaria en la planta baja de la galería del Museo Textil

El Centro de Documentación y Museo Textil es una institución museística situada en el lado este de la parte central del parque, junto al castillo cartuja de Vallparadís. Se trata de una galería dedicada al mundo textil, en el que Tarrasa jugó uno de los papeles más importantes de la Revolución Industrial en este sector.
La galería, que presenta una panorámica de las diferentes técnicas y estilos utilizados por las diferentes regiones a lo largo de la historia, está gestionada por el Ayuntamiento de Tarrasa, conjuntamente con la Diputación de Barcelona y forma parte de la Red de Museos Locales de la Diputación de Barcelona. Dispone de una colección de tejidos con 365 piezas que se incorporaron en el museo entre 1946 y 1968, de anticuarios y brocaderos, así como de sarcófagos de iglesias.
En la actualidad, la galería de tejidos se puede consultar previa solicitud, y además existe un servicio de consulta libre y gratuito de los fondos del museo vía Internet.

### Castillo cartuja de Vallparadís

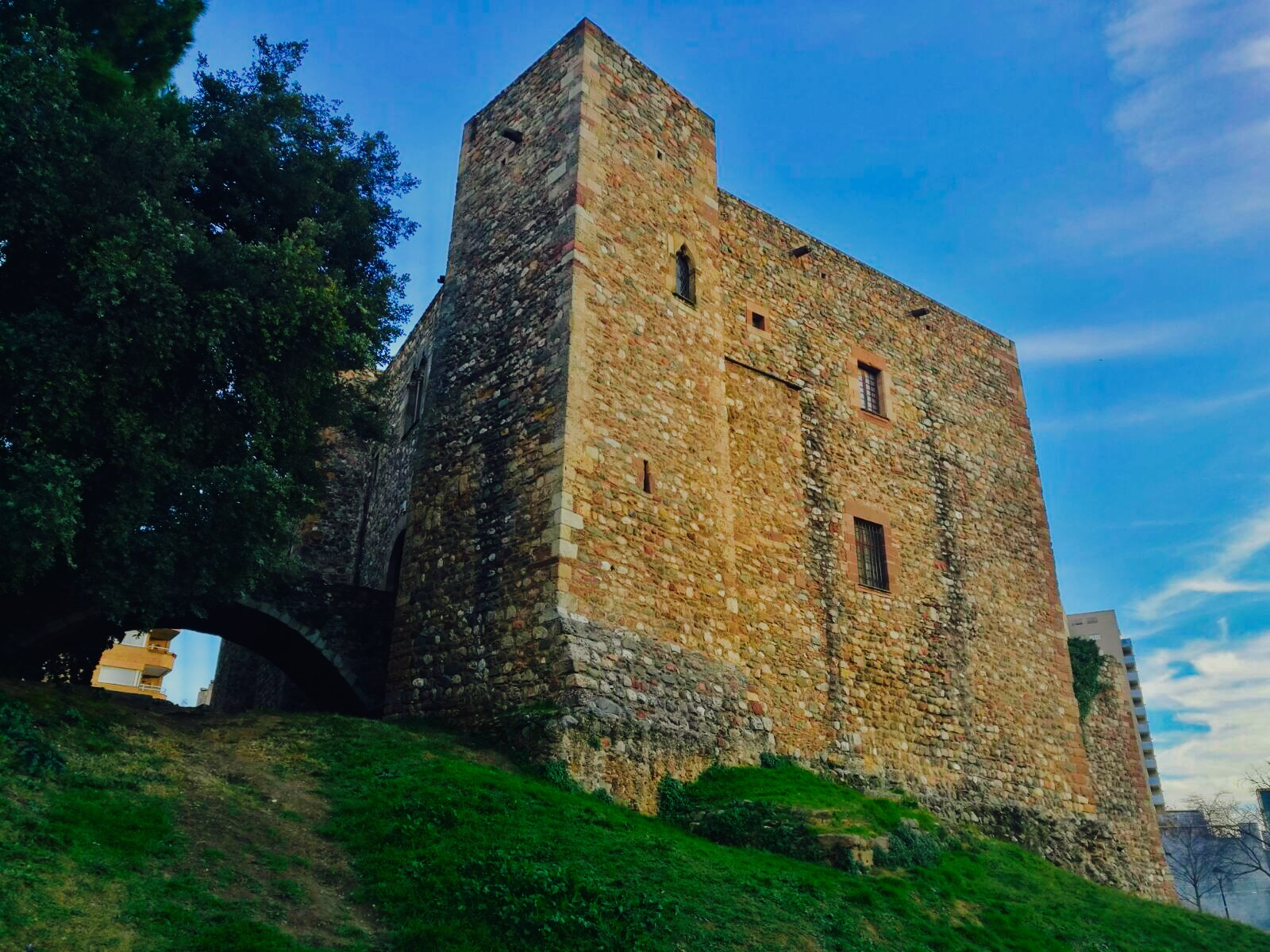
Vista del castillo cartuja de Vallparadís desde el centro del parque

El castillo cartuja de Vallparadís, que se sitúa en la parte más oriental del centro del parque, fue una fortificación de la que existe documentación datada en 1110, fecha en que se compraron los terrenos al, entonces, conde de Barcelona, Ramón Berenguer III.
El edificio se eleva en el margen de un gran terraplén del parque y consta de planta rectangular, de muros con aspilleras, con torres en cada una de sus esquinas y tres bestorres en su lado oeste. Las reformas para transformarlo a las funciones de cartuja todavía permanecen. Cabe destacar un claustro de dos alturas —el inferior de aperturas caóticas y el superior más estable de arcos apuntados— y capiteles geométricos sin decoración con la ancestral sala capitular en la parte este, cubierta con bóveda de crucería. La antigua iglesia del monasterio es la que hoy en día se denomina El Tinellet, de cubierta planta sostenida por cuatro arcos apuntados diafragmáticos.
En la actualidad, el castillo es la sección principal de las seis que conforman el conjunto museístico de Tarrasa y su exposición se estructura en diferentes ámbitos como el medio natural, con los hábitats principales del Vallés —bosques, zonas agrícolas, rieras y torrentes—, prehistoria y mundo antiguo —con elementos de los yacimientos de Egara, entre otros—, mundo medieval —con restos arqueológicos de las iglesias de San Pedro, el castillo de Vallparadís y el antiguo castillo palacio de Tarrasa, entre otros—, era moderna —con elementos de tipo religioso como retablos de los siglos xvii y xviii—, Edad Contemporánea —con formas de vida rural e industrial en el siglo xix— y cultura y sociedad —destaca la colección de pintura del siglo xx—.

### Casa Baumann

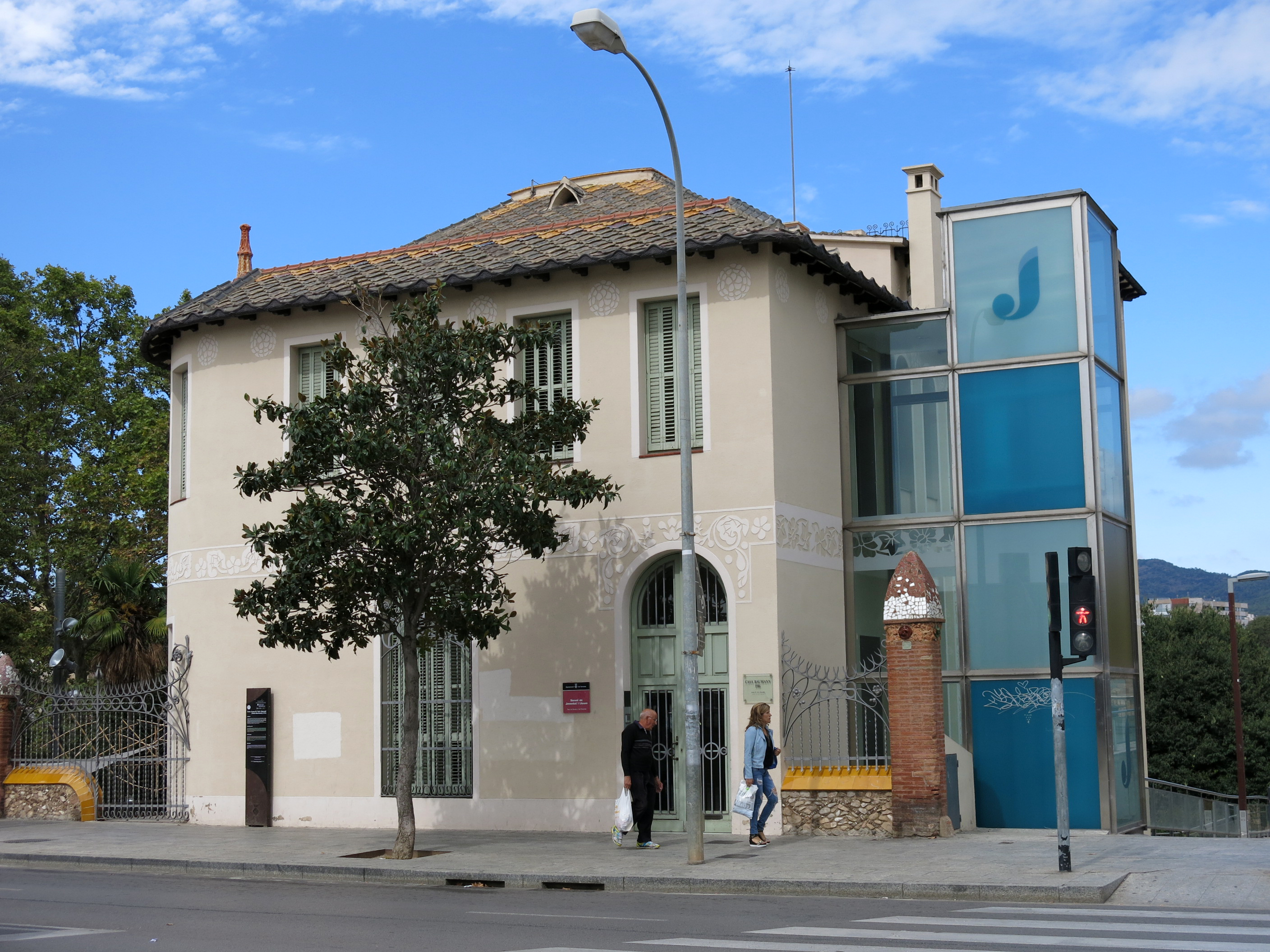
Vista frontal de la Casa Baumann con el ascensor añadido en 2007, a la derecha

La Casa Baumann, también conocida como Casa Coll i Bacardí, es un edificio de 1913, obra del arquitecto Josep Maria Coll i Bacardí. Fue construida con la finalidad de servir como vivienda para el propio arquitecto. Se encuentra ubicada dentro del parque, al sur del castillo cartoja de Vallparadís, en la avenida Jacuard, junto al puente del Paseo. El edificio constaba originalmente de dos niveles y un amplio terreno y se vendió a la empresa ErnestBaumann. Posteriormente, en 1982 la vivienda fue adquirida por el ayuntamiento de Tarrasa. En el ámbito arquitectónico, la casa sufrió una primera ampliación en 1926 y una segunda, en la primera planta, en 1951. 31 años más tarde, en 1982, la edificación se vio afectada por un incendio en la parte superior y el ayuntamiento tuvo que realizar la consolidación de la estructura. Por añadidura, en 1995 se reparó la envolvente exterior del edificio. Finalmente, en 2007 se adecuaron los accesos, se modificó parte del interior y se instaló el actual ascensor que se puede observar actualmente en su exterior.
En 2003, la Casa Baumann fue declarada Bien Cultural de Interés Local con número de registro 6706-I, y en la actualidad, el edificio se utiliza como sede del Servicio de Juventud y Ocio Infantil del ayuntamiento de Tarrasa.

### Muros de contención de la Casa Salvans
Los muros de contención de la Casa Salvans son autoría de Lluís Muncunill i Parellada y se ubican en la calle Salmerón, junto al parque. Se tratan de unos muros formados con mampostería común con un tamaño que disminuye conforme más elevados se encuentren en el muro. Están formados por piedras de canto rodado que forman una línea irregular, que baja por una pendiente del camino y desemboca en el torrente de Monner de Vallparadís, hasta convertirse en un muro de contención con contrafuertes enlazados entre sí con arcos ciegos. En la parte más alta se forma un voladizo que se utiliza como mirador.
En 2003 las paredes fueron declaradas Bien Cultural de Interés Local por parte de la Generalidad de Cataluña con número de registro 7597-I.

### Puentes
El parque de Vallparadís forma una depresión con un desnivel medio de 10 m. Por este motivo, varios puentes y pasarelas atraviesan el parque a lo largo de su recorrido, gracias a las cuales se comunican sus dos extremos longitudinales.

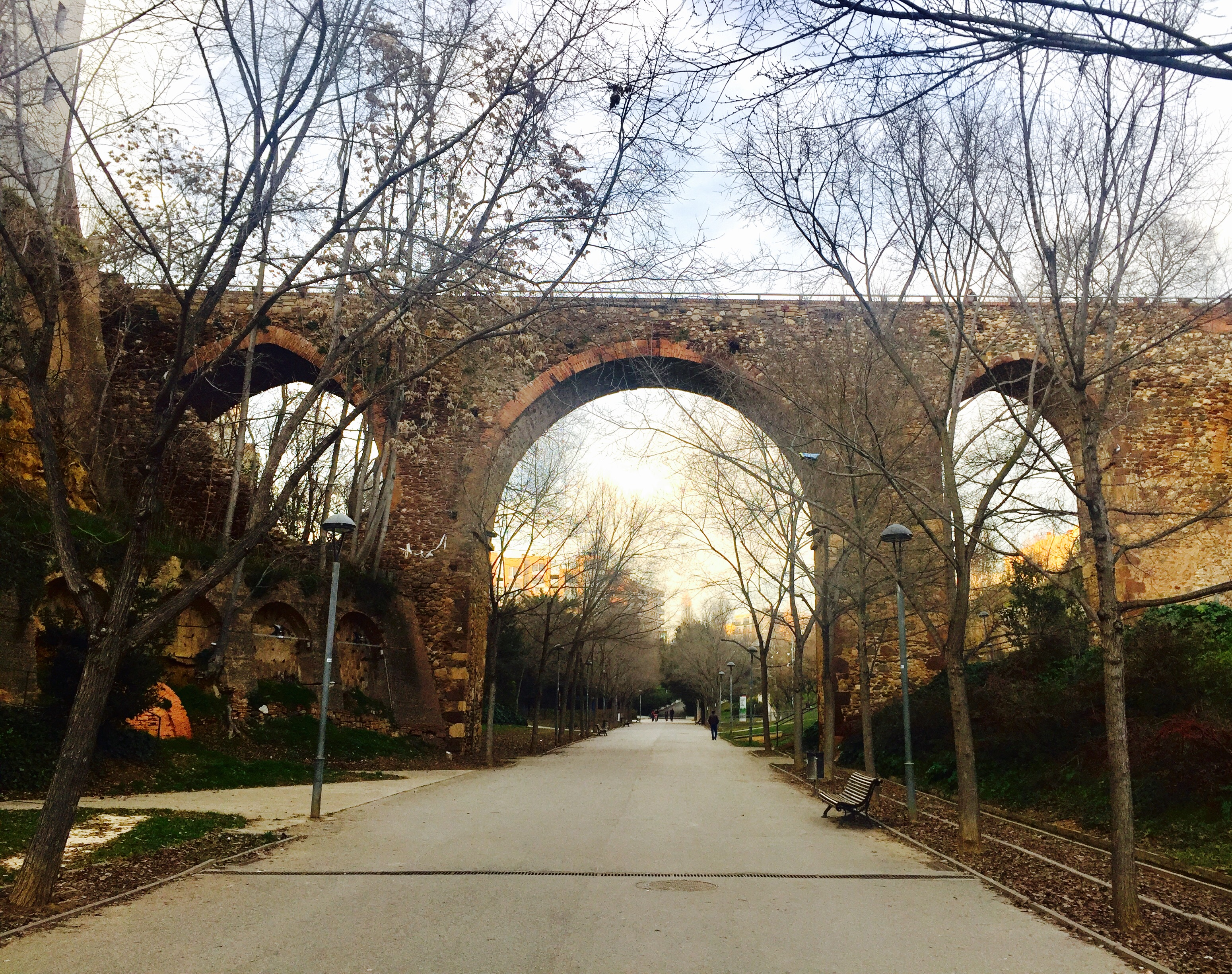
Vista del puente de San Pedro desde el parque Vallparadís, en enero de 2017

En la parte occidental de la bifurcación del parque se encuentra el puente de San Pedro, una estructura que data de 1579, mandado construir por los consejeros del pueblo de San Pedro al maestro de obras Pere Pomers i Ramon Flotes. Une los barrios de Centro y de Antiguo Pueblo de San Pedro. La altura máxima es de 19,30 m, la longitud es de 57 m y tiene una anchura de 3,50 m A través de él se puede acceder a las iglesias de San Pedro. Está formado por tres arcos de diferente anchura: el central de medio punto, más ancho, y los laterales con arco apuntado. Está realizado en tabicado común, excepto las zonas angulares, que son sillares. En 2006 se cerró definitivamente a la circulación de vehículos y solo se encuentra habilitado para peatones. Actualmente, el puente está considerado Bien Cultural de Interés Local.
Más al sur, cuando los dos torrentes ya se han unido, se encuentra el puente más largo del parque: el puente del Paseo. Se trata de un puente que une el barrio de Vallparadís con el de Cementerio Viejo. La construcción de este puente, en 1895, fue la primera intervención del Plan de Mejoras Públicas del Ayuntamiento para desviar la salida por el norte de Tarrasa. Mide 112 m de largo por 16,13 m de altura y está formado por seis arcos sostenidos por pilastras troncopiramidales de sillares con cantos de piedra de hilo. Todo el intradós es de ladrillo y en su parte posterior se encuentra una calzada para vehículos dispuesta en cuatro carriles, así como una acera en cada uno de los dos laterales. El puente ha sido objeto de dos ampliaciones en 1960 y 1990 y actualmente se encuentra protegido como Bien Cultural de Interés Local.
Entre el torrente de Monner hasta la avenida Veintidós de julio, se halla la pasarela del torrente de las Brujas, una pasarela que comunica la calle San Valentín con Buenaventura Castellet, siguiendo el camino antiguo del pueblo de San Pedro de Tarrasa. Fue inaugurada el 13 de marzo de 1999.

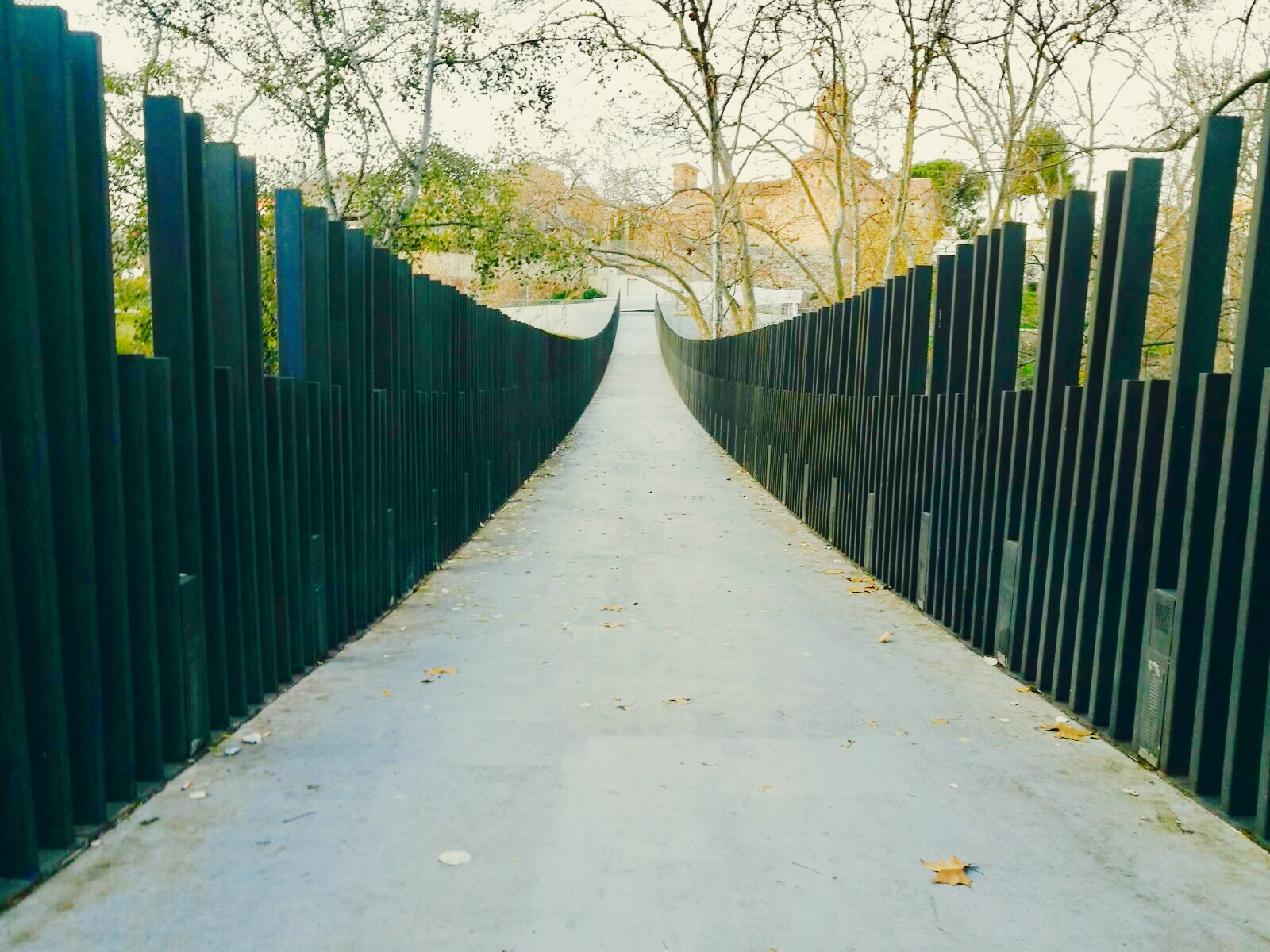
La pasarela del torrente de Monner. Al fondo se puede vislumbrar el Conjunto monumental de las iglesias de San Pedro de Tarrasa

La pasarela del torrente de Monner, también conocida como pasarela de San Pedro, es un puente que ya fue proyectado en 1915, en el primer proyecto de ordenación urbanística donde Josep Maria Coll i Bacardí diseñó un puente de medio punto que enlazaba las iglesias de San Pedro con la calle Salmerón. Fue en 2004 cuando se inauguró la pasarela del torrente de Monner, un puente de 80 m sin pilastras sostenido por dos cables, considerada una obra de ingeniería única en Europa y que ha ganado el Premio Cataluña Construcción 2005, Premio Construmat 2005, Premio 3.ª Biennal de Arquitectura del Vallés 2005, Premio Internacional Puente de Alcántara 2005 y Premio Footbrige Awards 2005. Además ha sido finalista del Premio Bonaplata 2003 y de los Premios FAD 2005.
Siguiendo hacia el sur, antes de llegar a la piscina de Vallparadís, se localiza el puente del Cementerio Viejo. En 1830, con la anexión a la ciudad de la Cuadra de Vallparadís, el cementerio provisional pasó a ser el oficial de Tarrasa. En el siglo xix, se accedía a él por un camino que pasaba por el torrente de Vallparadís. Una vez construido el puente del Paseo en 1896, este camino dejó de ser funcional y se suprimió. Tras las riadas del Vallés en 1962 se formó en esta zona un lago y en 1967 se construyó una pasarela que se conocía como el puente del cementerio viejo.
Una vez traspasada la piscina de Vallparadís, en dirección hacia el sur, se sitúa el paso de la Fuente de Serracanta, una pasarela inaugurada el 28 de abril de 2007 junto al conjunto urbanizado entre el puente del Gallo y la avenida Santa Eulalia. Esta pasarela comunica la calle Escudé en el denominado barrio del Siglo XX con la calle del Hermano Joaquín, en Can Palet. Estructuralmente, el puente tiene 101 m de largo, 3 de ancho y un peso de 46 T. La estructura está hecha de acero, apoyada en dos pilares. El puente dispone de un ascensor que comunica el parque con la pasarela.
Finalmente, en la aproximación al extremo sur del parque, se encuentra el puente de la Unión, un viaducto inaugurado el 19 de febrero de 2010 con la presencia del entonces alcalde, Pere Navarro i Morera. Se trata de una pasarela que comunica el barrio de Can Palet con el denominado barrio del siglo XX, entre la calle Morella y la carretera de Rubí. Consta de un armazón de 107 m de largo y su nombre fue escogido por los alumnos de los colegios President Salvans, Pau Vila, Andersen y Sagrado Corazón de Jesús.

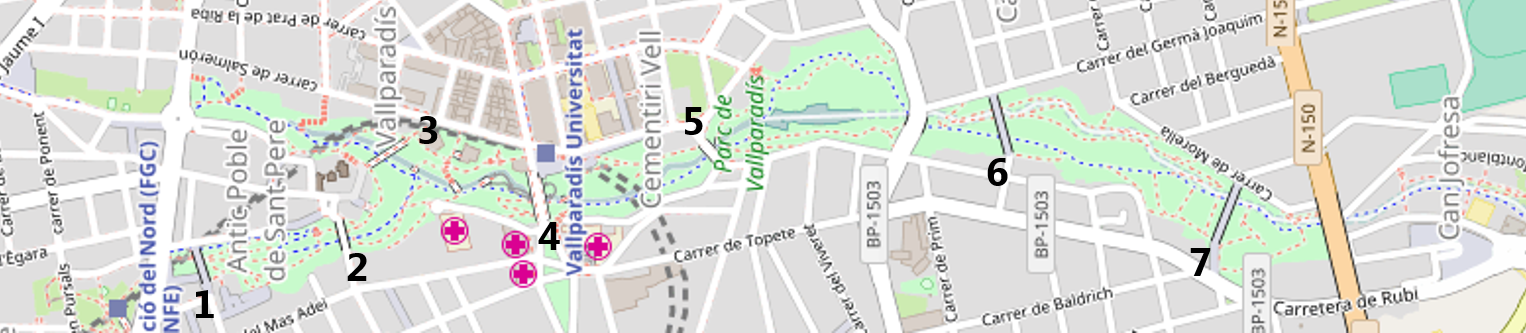
1. Pasarela del torrente de las Brujas
2. Puente de San Pedro
3. Pasarela de San Pedro
4. Puente del Paseo
5. Puente del Cementerio Viejo
6. Paso de la Fuente de Serracanta
7. Puente de la Unión

| 1. Pasarela del torrente de las Brujas 2. Puente de San Pedro 3. Pasarela de San Pedro | 4. Puente del Paseo 5. Puente del Cementerio Viejo 6. Paso de la Fuente de Serracanta | 7. Puente de la Unión |

## Esculturas
Diseminadas por todo el parque se encuentran una serie de esculturas.

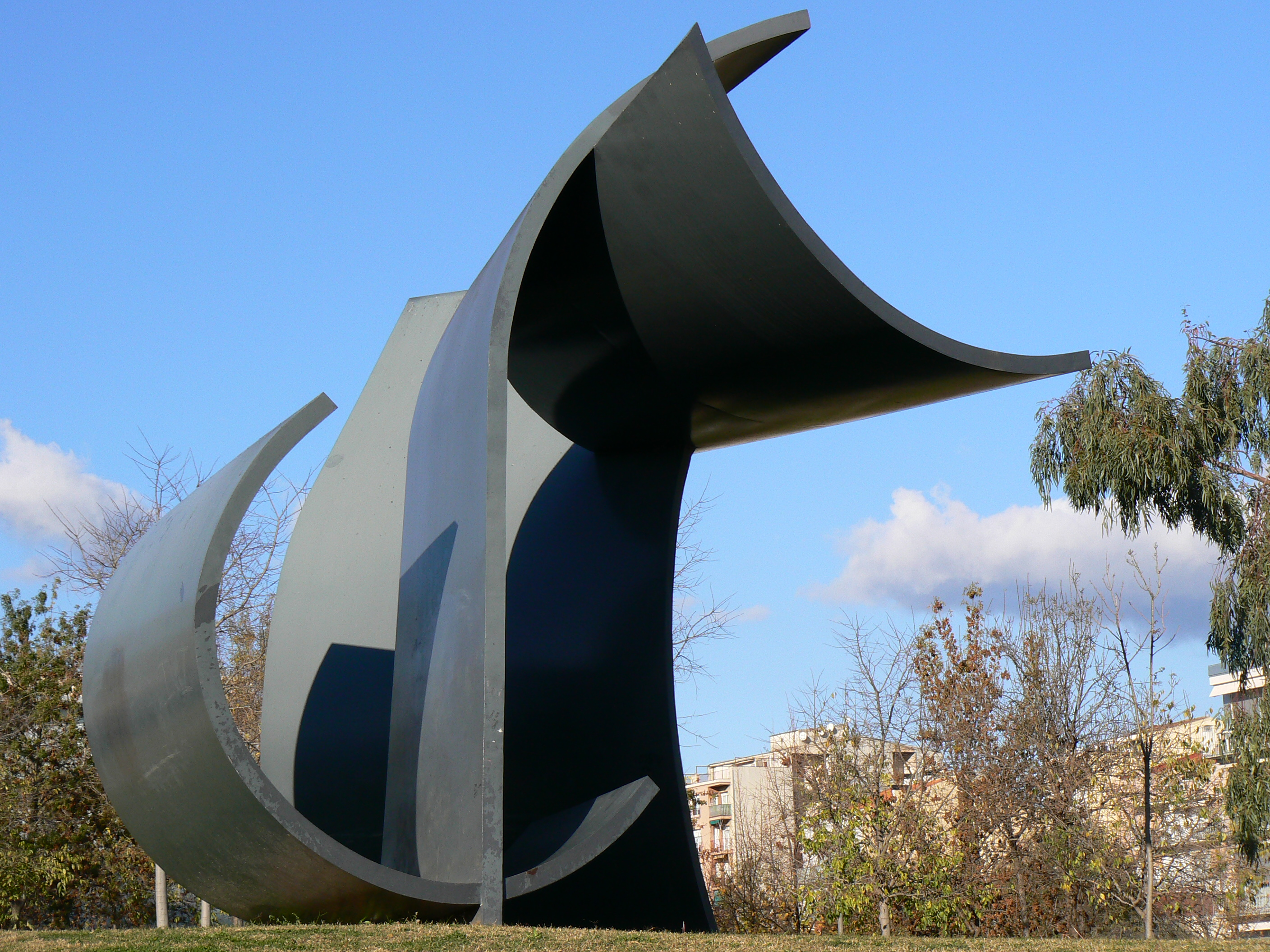
Homenaje a Malévich, de Jorge de Oteiza

En el extremo septentrional del parque, junto al parque del Norte, se sitúa «Homenaje a Malévich» (en catalán, Homenatge a Malèvitx). Está escultura está dedicada a Kazimir Malévich, un pintor ruso, considerado el creador del suprematismo. Se trata de una obra de Jorge de Oteiza, inaugurada el 15 de mayo de 1999. La obra tuvo que ser trasladada en dos ocasiones a causa de la urbanización de los denominados pisos de los ferroviarios y, posteriormente, con motivo de la edificación de la estación de la línea Barcelona-Vallés. Tiene un peso de 26 T y está formada por acero metalizado revestido de zinc y acabado en pintura satinada. La obra representa un ensayo de una rotación espacial que Malévich denomina «las unidades de Malévich».
En el ramal este del parque, también en el extremo norte, se sitúa «La sardana», un monumento ubicado en el denominado Plano de la Fuente del Apotecario del parque de Vallparadís. Es autoría de la Escuela Municipal de Artes y Oficios de Barcelona. Se trata de un homenaje a la sardana, —danza típica catalana realizada en grupo y en círculo— hecho que explica la forma característica que tiene el monumento. El 25 y 26 de abril de 1998, en el municipio de San Juan de las Abadesas, la Obra del Ballet Popular de Cataluña proclarmó a Tarrasa como la pubilla de Cataluña. Por este motivo, uno de los actos que se realizaron fue la inauguración de este monumento, en un evento presidido por el alcalde de Tarrasa de aquel entonces, Manuel Royes, y el presidente de la Obra del Ballet Popular de Cataluña, Joan Vidal, en el que se descubrió una placa conmemorativa. Esta celebración fue amenizada por la actuación de varios grupos locales, que bailaron sardanas.

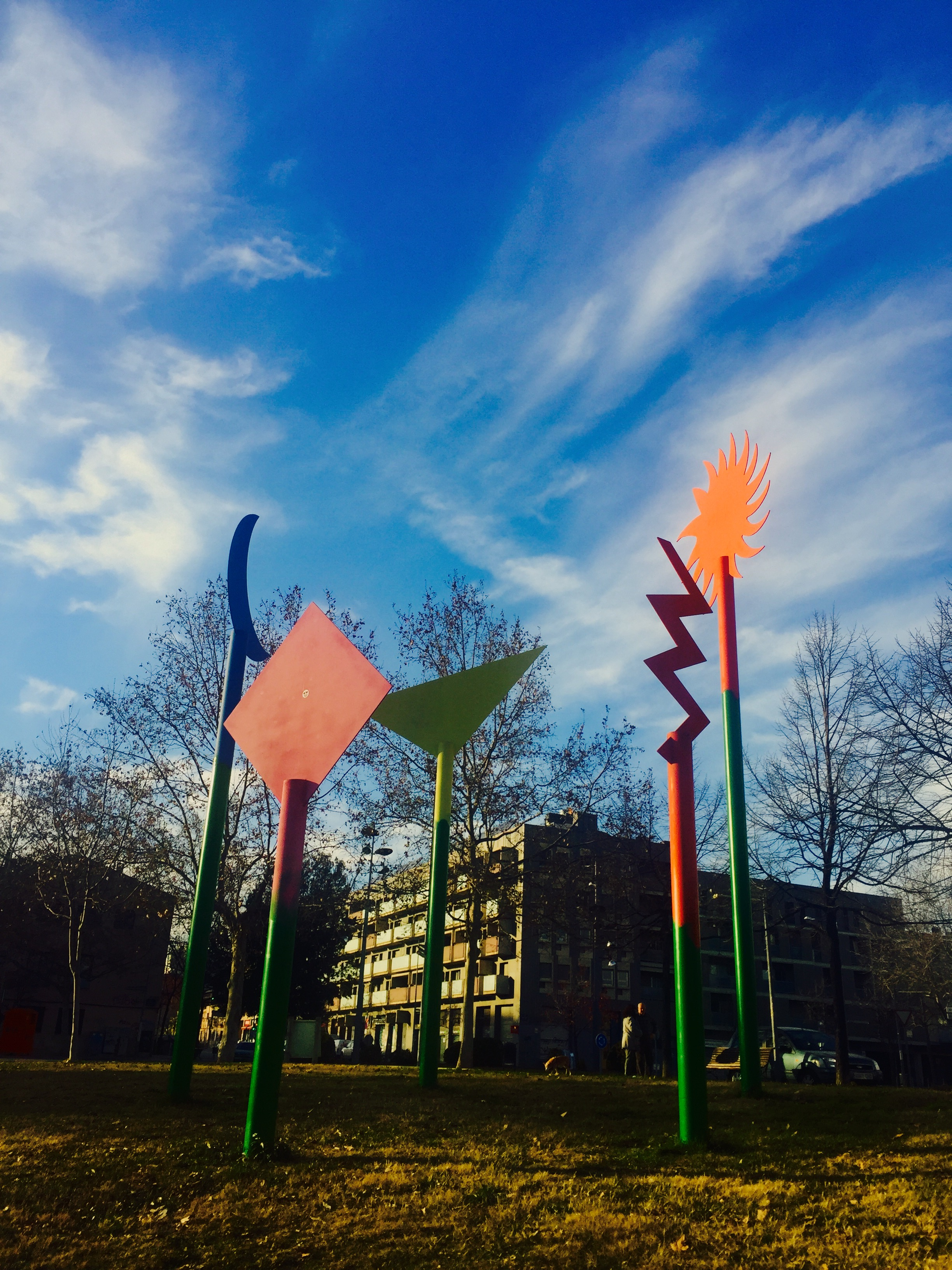
Vista del conjunto escultural Relaciones del espacio, desde el parque. Detrás, el paseo Veintidós de julio

En la zona norte del parque, en el acceso junto al paseo Veintidós de julio, —entre el torrente de Monner y el Plan de la Fuente del Apotecario— se encuentra desde 1999 la escultura «Relaciones del espacio» (en catalán, Relacions de l'espai) de Àngel Màdico, una escultura formada por cinco elementos de diferentes colores que contrastan con el entorno, según la posición del observador. Consta de postes de más de tres metros y en su extremo se encuentran cinco diferentes tipos de elementos de la naturaleza y formas geométicas: la Luna, el Sol, el rayo, un tirángulo y un rombo en colores azul, amarillo, rojo, verde y rosa, respectivamente. Según el autor, el conjunto es una aleación de elementos que se anteponen entre la misma naturaleza y la abstracción. Este contraste está elegido para que el observador cree su propia composición dependiendo del punto de vista en el que se encuentre con la posibilidad de alterarla cambiando su posición. La escultura de carácter naíf es uno de los referentes de los usuarios del parque.
En 2001 se aprobó la propuesta de la instalación en el parque de Vallparadís del «Monumento a las víctimas del terrorismo» de 3 m de altura, obra de Jesús Fructuoso. Se trata de un monolito de piedra con una ventana de bronce, de 110 cm de alto y 80 de ancho, que sobresale desde el margen central. Se encuentra ubicado en el paseo principal del parque, a la altura de la rambla de San Nebridio, junto a la estación meteorológica, muy próximo a la entrada de la piscina. El monumento fue propuesto por Terrassa per la Pau y la Asociación Víctimas del Terrorismo, con el apoyo del Ayuntamiento de Tarrasa. La escultura fue inaugurada el 23 de marzo de 2002 por parte del, entonces alcalde, Manuel Royes, gracias a la cual el autor pudo simbolizar, según sus propias palabras, «una puerta hacia la libertad, hacia un futuro y hacia la paz».

## Flora y fauna
Pese a que Vallparadís es un parque urbano y que la fauna se limita mayoritariamente a insectos, aves y pequeños vertebrados, a lo largo de todo su ámbito se pueden observar una gran variedad de plantas y árboles, razón por la que se considera al parque el pulmón verde de la ciudad.

### Flora
El parque, uno de los más extensos de Cataluña, contiene gran variedad de plantas y árboles, entre los que destacan especies arbóreas de pinos piñoneros —29,2%—, plataneros —22,75%— o encinas —29,2%—. En menor medida, se pueden encontrar falsas asacias, cipreses, olivos y fresnos. Otras especies que se pueden encontrar son álamos, eucaliptos, laureles, tulíperos, ciruelos, arces o ledoneros. Respecto a variedades más pequeñas de plantas, a lo largo del parque se pueden apreciar madreselvas, hiedras, campanillas moradas, berberidáceas, romeros, azahares de la China o zabelias.
Las ubicaciones y su origen, así como la descripción de cada una de las especies del parque son las siguientes:
| Nombre                    | Ubicación                                                                                     | Origen                                                | Características | Fotografía |
| ------------------------- | --------------------------------------------------------------------------------------------- | ----------------------------------------------------- | --- | ---------- |
| Abedul                    | Torrente de Monner                                                                            | Europa, este de Asia y África del Norte               | Árbol de corteza blanca con flores pequeñas y verdosas. El fruto es muy pequeño y las hojas tienen forma triangular.                                                      |            |
| Acacia de tres espinas    | Torrente de la Fuente de Sagrera y Parque del Norte                                           | América del Norte                                     | Árbol caducifolio de hasta 25 m de altura con hojas verdes dentadas de 20 o más folíolos y flores de simetría radiada.                                                    |            |
| Ailanto                   | Bajo el puente de San Pedro y en la Fuente de la Puput.                                       | China                                                 | Árbol caducifolio de 20 m de altura, de corteza lisa y blanquecina con hojas compuestas y folíolos amplios, lobulados y triangulares. Las flores son pequeñas y verdosas. |            |
| Árbol de la seda          | Torrente de las Brujas y la Fuente de Sagrera                                                 | Irán, Taiwán y China                                  | Llega hasta los 6 m de altura. Las hojas contienen folíolos pequeños y asimétricos. Fruto de hasta 20 cm de longitud.                                                     |            |
| Árbol del amor            | Camino del torrente de las Almas hasta carretera de Moncada.                                  | Europa meridional y Asia                              | Árbol pequeño caducifolio con corteza rugosa marrón oscuro y hojas en forma de ocrazón. Las flores con pétalos desiguales, aparecen en abril o mayo.                      |            |
| Arce campestre            | Torrente de la Fuente de Sagrera.                                                             | Autóctono                                             | Hojas divididas en cinco lóbulos, de 4 a 7 cm de largo. El fruto tiene dos alas abiertas haciendo un ángulo de 180 grados.                                                |            |
| Arce de Montpellier       | Torrente de la Fuente de Sagrera.                                                             | Australia                                             | Árbol de hasta 15 m de altura, de hojas verdosas simples con tres lóbulos. Alas del fruto dispuestas en ángulo agudo.                                                     |            |
| Arce real                 | Torrente de Monner                                                                            | Eurasia                                               | Árbol de hasta 30 m de altura, de hojas simples de 10 a 15 cm con entre cinco y siete lóbulos y flores verdes amarillentas.                                               |            |
| Arce plateado             | Huertos de los Frailes, en el torrente de la Fuente de Sagrera y en el torrente de las Almas. | Este de América del Norte                             | Árbol de más de 35 m de altura y hojas con cinco lóbulos dentados. Flores verdosas en racimos colgados.                                                                   |            |
| Avellano                  | Torrente de las Brujas.                                                                       | Cuenca del Mediterráneo                               | Arbusto autóctono de hasta 6 m de altura y hojas caducas. Frutos marrones y flores agrupadas en inflorescencias muy densas.                                               |            |
| Castaño de Indias         | Muro de la Casa Salvans, bajo la Casa Baumann.                                                | Grecia, Albania y Bulgaria                            | Árbol caducifolio de más de 20 m de altura de hojas entre cinco y siete folíolos dentados, de flores blancas.                                                             |            |
| Cedro del Atlas           | Detrás del restaurante La Muntanyeta.                                                         | Líbano, Siria y Turquía                               | Árbol que puede llegar a las 40 m de altura con corteza grisácea fisurada y ramificaciones primarias, frecuentemente horizontales.                                        |            |
| Ciprés                    | Por todo el parque.                                                                           | Grecia, Persia y Turquía                              | Árbol perenne de hasta 30 m de altura de corteza oscura, delgada y arrugada superficialmente. Hojas verdes dispuestas en cuatro filas opuestas de dos en dos.             |            |
| Espino blanco             | Torrente de la Fuente de Sagrera.                                                             | Europa, África del Norte y Asia                       | Árbol pequeño caduco con hojas pequeñas de tres a siete lóbulos y flores blancas. Los frutos son de color rojo vivo.                                                      |            |
| Eucalipto rojo            | Talud de la Muntanyeta y parque del Norte                                                     | Australia                                             | Árbol de hasta 40 m de altura con tronco recto y cilíndrico y corteza marrón verdoso. Hojas alargadas con glándulas aromáticas y flores aisladas blancas o rojas.         |            |
| Falso plátano             | Torrente de la Fuente de Sagrera.                                                             | Europa Central y Europa septentrional                 | Árbol caducifolio que puede llegar a los 30 m de altura, con corteza lisa. Hojas simples y dentadas con entre tres y cinco lóbulos.                                       |            |
| Fresno de hojas estrechas | Torrente de la Fuente de Sagrera y Parque del Norte                                           | Sudeste Asiático, Europa del Sur y noreste de África. | Árbol caducifolio de hasta 20 m de altura con hojas opuestas de hasta trece folíolos y frutos reunidos en racimos.                                                        |            |
| Haya                      | Torrente de Monner, junto a la pasarela de San Pedro                                          | Europa                                                | Árbol caducifolio de hasta 30 m de altura con corteza lisa y grisácea y hojas ovaladas o elípticas translúcidas y flores que dan entre dos tres frutos.                   |            |
| Ledonero                  | Torrente de Monner y mirador de la plaza Rector Oms.                                          | Cuenca del Mediterráneo                               | Árbol caducifolio de hojas con punta alargada y áspero al tacto con tres nervios principales en su base. Flores solitarias axilares y fruto comestible.                   |            |
| Madroño                   | Torrente de las Brujas y puente del Cementerio Viejo                                          | Cuenca del Mediterráneo y sudoeste de Irlanda         | De hojas gruesas, el fruto es una baya comestible áspera que madura al cabo de un año cuando el árbol vuelve a estar en flor.                                             |            |
| Mimosa común              | Torrente de las almas, junto a la oficina del parque.                                         | Australia                                             | Hojas pecioladas sin estípulas, de color verde azulado y más de 10 cm de longitud.                                                                                        |            |
| Morera del papel          | Talud de la Mutua, cerca del circuito del minitrén.                                           | Japón, Malasia, China y Taiwán                        | Árbol caducifolio de hasta 12 m de altura con corteza lisa y hojas de 7 a 20 cm de longitud.                                                                              |            |
| Olivo                     | Por todo el parque, en más número en el torrente de las Almas.                                | Cuenca del Mediterráneo                               | Árbol con hojas de un verde grisáceo por un lado y blanquecino por el otro. Su fruta, la oliva, florece al final de la primavera y al inicio del verano.                  |            |
| Orón                      | Torrente de la Fuente de Sagrera.                                                             | África del Norte y península ibérica                  | Árbol de hasta 15 m de altura, de hojas simples con cinco lóbulos y pocas flores, estas verdosas o amarillentas.                                                          |            |
| Pino australiano          | Torrente de las Almas, delante de la oficina del parque.                                      | Polinesia, Malasia y Australia                        | Árbol de hoja perenne de hasta 20 m, tronco recto y corteza ancha. Las hojas son inapreciables a simple vista y los frutos son parecidos a las piñas de las coníferas.    |            |
| Tulípero de Virginia      | Torrente de la Fuente de Sagrera                                                              | América del Norte                                     | Árbol de hasta 40 m con copa piramidal y hojas caducas sencillas de 7 a 12 cm de largo. Flores de color amarillo verdoso y frutos marrón oscuro.                          |            |

### Fauna
Al tratarse de un parque urbano ubicado en pleno contacto con el municipio de Terrasa, Vallparadís cuenta con la misma fauna que caracteriza a la ciudad, integrada básicamente por pequeños mamíferos como varios tipos de murciélagos y musarañas, y otros más comunes en grandes poblaciones como ratones y gatos.
En cuanto a invertebrados, se pueden encontrar en el parque coleópteros como el acilius sulcatus o el stictonectes lepidus, lepidópteros como la doncella de ondas o la mariposa isabelina y gasterópodos con varios tipos de caracoles.
Los animales más comunes en el parque son las aves. Al margen de especies que, como el gorrión común, la paloma bravía, el carbonero, la urraca, el verdecillo o el mirlo, abundan en las zonas verdes de las ciudades, el hecho de que el municipio de Tarrasa se sitúe a escasa distancia de la sierra del Obac, pueden verse rapaces como la culebrera europea, el gavilán común, el alcotán europeo y otras nocturnas como el autillo europeo, la lechuza común o el búho chico. Otras especies más pequeñas que se pueden observar son el herrerillo capuchino, el roquero solitario, el zorzal común, el andarríos chico o el reyezuelo listado. En ciertas épocas del año se pueden apreciar migratorias como el colirrojo tizón, la lavandera blanca, la oropéndola europea o el avión común.

## Equipamientos

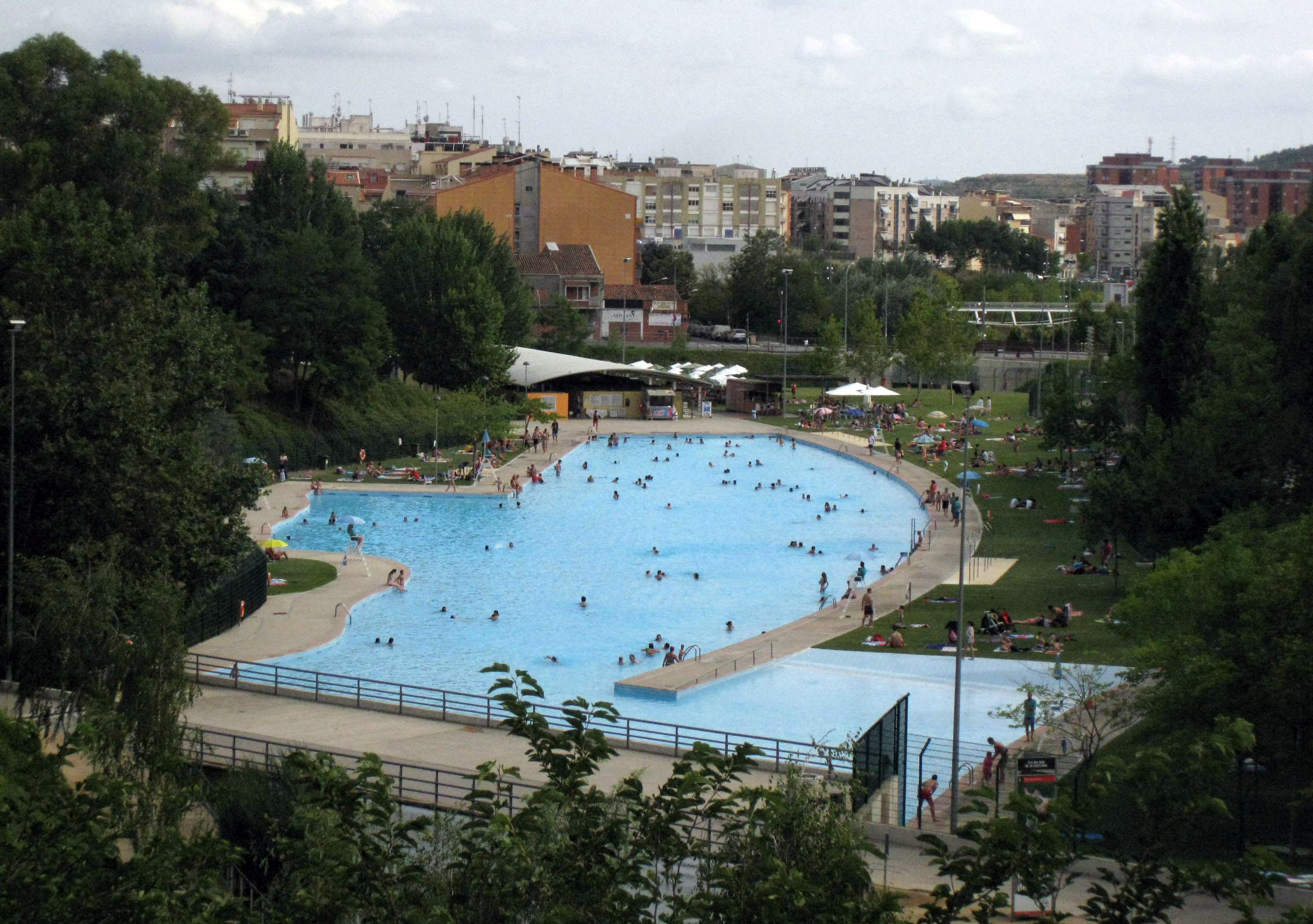
La piscina de Vallparadís, en verano de 2012

El espacio verde de Vallparadís cuenta con varios equipamientos —aparte de los convencionales de un parque urbano— que aportan un servicio extra a los usuarios. Entre ellos cabe destacar una piscina de 180 m de largo, un tren a gran escala que circula por el centro del parque, una zona de juegos biosaludables, zonas infantiles, restaurantes y plena accesibilidad para personas con movilidad reducida, a pesar de la variabilidad de nivel que afecta al parque.

### Piscina municipal
En el centro sur del parque, entre el puente del Cementerio Viejo y la carretera de Moncada, se encuentra la piscina municipal, también denominada lago de Vallparadís, la cual se abre al inicio del verano, a la vez que la fiesta de San Juan y el fin del curso académico. Estas instalaciones prestan sus servicios hasta septiembre, incluida la programación de varias actividades dedicadas a los más jóvenes.
La piscina, de 180 m de largo tiene una superficie total aproximada de 5000 m². y desde junio de 2014, la piscina es administrada por el Club Natació Terrasa.

### Tren en miniatura

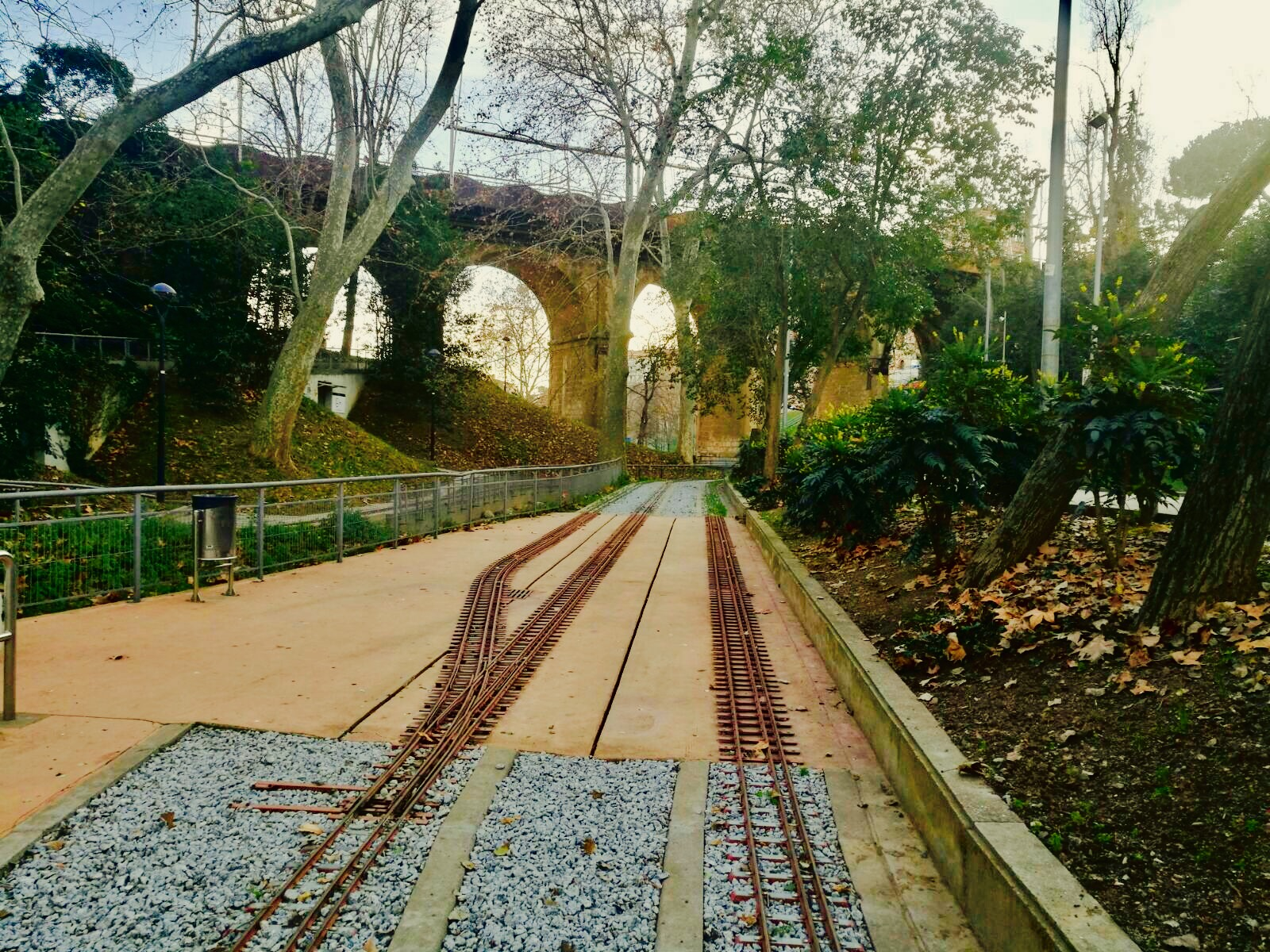
Vista de las vías del tren en miniatura en el parque. Al fondo, el puente Jacquard

En el centro del parque se encuentra un tren a gran escala, al aire libre, conocido como modelismo tripulado o vapor vivo. Dispone de un recorrido de 340 m para un ancho de vía de 127 y 184 mm con once cambios, dos puentes —uno de ellos giratorio—, dos túneles, rotonda, garaje de locomotoras y taller. Además, se encuentra en el circuito una palanca de cambio de agujas procedente de la estación de Zona Franca de Barcelona.
El ferrocarril fue pre-inaugurado el 18 de febrero de 1995 por el, entonces, presidente de la Generalidad de Cataluña, Jordi Pujol y el alcalde de Tarrasa, Manuel Royes. Asimismo, el tren fue completamente inaugurado el 29 de junio de 1996 y desde esta fecha se ha ido celebrando en el lugar el denominado Encuentro Internacional de Vaporistas.
Desde 1996, entre octubre y junio, cada semana, el Ferrocarril de Vallparadís pone a disposición del Patronato Municipal de Educación sus instalaciones para que alumnos y profesores conozcan la historia y el funcionamiento del tren en miniatura. Desde entonces y a fecha de abril de 2017, aproximadamente 14 000 usuarios han realizado visitas docentes a las instalaciones del parque donde se imparten conocimientos sobre sus fuentes de energía como la electricidad, pilas, baterías combustible o el carbón mineral, así como el funcionamiento de las locomotoras eléctricas y de vapor.

## Eventos
Al tratarse de un espacio verde en el interior de una de los cascos urbanos más grandes de Cataluña, como es la población de Tarrasa, el parque se utiliza para multitud de eventos y actividades al aire libre entre los que cabe destacar por su popularidad y número de espectadores, el Pícnic Jazz, un festival de jazz gratuito que se celebra cada año, entre marzo y abril y en la que acuden miles de personas, la fiesta Holi —o fiesta de los colores— que tiene lugar cada primavera y en la que se lanzan miles de pigmentos de color al aire, según la tradición hindú, así como el entierro del carnaval o la fiesta mayor infantil durante las celebraciones de las fiestas de la ciudad.

### Pícnic Jazz

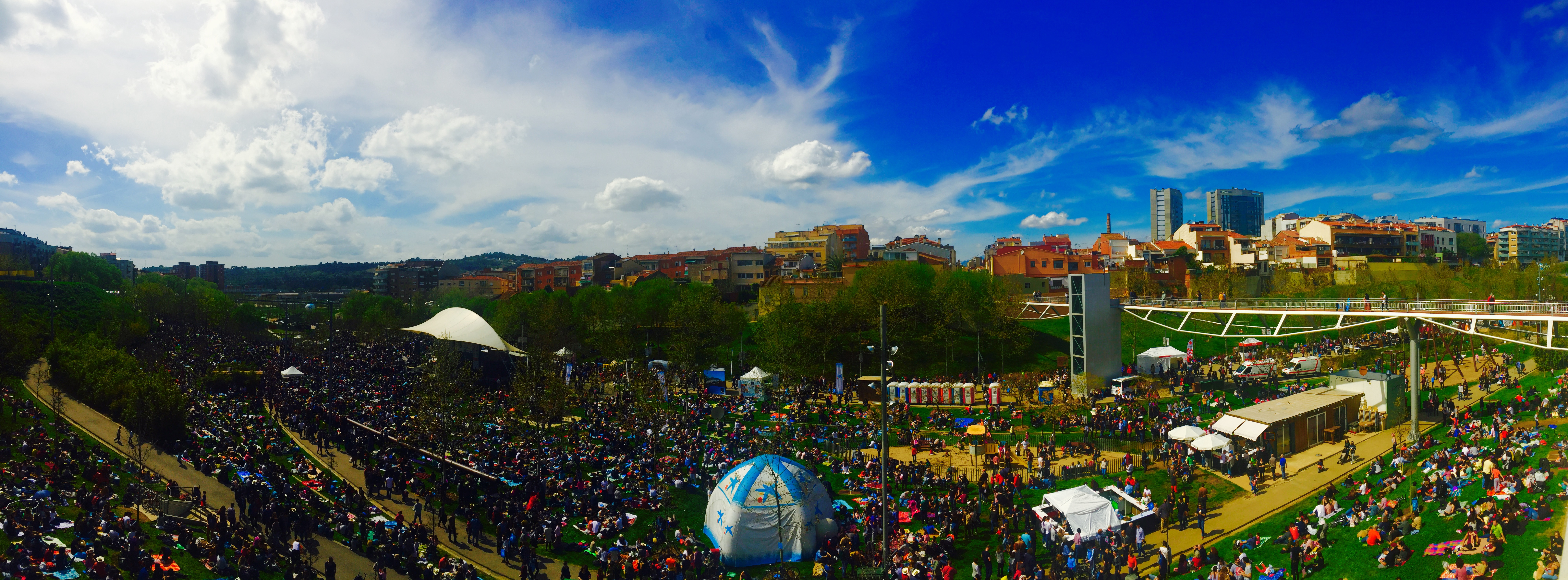
Vista general del Pícnic Jazz, en marzo de 2017. A la izquierda, el barrio de Can Jofresa, a la derecha, el puente del Paso de la Fuente de Serracanta

Desde 1982 se celebra en el parque el Pícnic Jazz, un evento que forma parte del Festival de Jazz de Tarrasa y que atrae a miles de espectadores cada año entre marzo y abril. El acontecimiento reúne a diferentes músicos, tanto de reconocido prestigio internacional como nuevas figuras emergentes. Durante sus celebraciones han actuado alrededor de 3500 músicos con más de 800 conciertos, y se han celebrado exposiciones, sesiones de cine, conferencias y homenajes. En los escenarios de Vallparadís han actuado músicos como Stan Getz, Chet Baker, Dexter Gordon, Tete Montoliu, Dizzy Gillespie, Stéphane Grappelli, Elvin Jones, Art Blakey o Ray Brown. Para la ocasión se habilitan diferentes tipos de servicios en el parque como la feria del disco, puntos de venta de merchandising, diferentes locales de restauración y un servicio de aparcamiento de bicicletas gratuito.

### Fiesta Holi
En el mes de mayo se celebra en el parque la denominada fiesta Holi o fiesta de colores. Se trata de una fiesta de origen hindú que se celebra para homenajear la entrada de la primavera y que consiste en lanzar al aire grandes cantidades de pigmentos en polvo de diversidad de colores para que, al caer, se mezcle y se impregne entre todos los participantes. Es una actividad con raíces religiosas hindúes, de la cual Occidente ha ido apropiándose con el paso del tiempo y en la que, según la tradición, cada persona puede liberar, perdonar y olvidar los errores cometidos en el pasado, así como pagar o perdonar las deudas y reiniciar el contacto con las personas. El evento recibe cada año la participación de miles de personas y está organizado por los miembros del grupo de repercusión Terrassasamba.

### Entierro del carnaval
El entierro del carnaval (en catalán, enterrament del carnestoltes) finaliza cada año en el parque de Vallparadís, el día de Miércoles de Ceniza. El evento se celebra por la tarde y es la culminación final de las fiestas de carnaval de Tarrasa. La actividad se realiza desde 1991, mediante un cortejo fúnebre que se desarrolla como una lucha de los personajes afines de Su Majestad y la Cuaresma contra sus acólitos. El entierro termina con una hoguera para quemar el carnaval, las danzas de los esqueletos y el fantasma de la muerte. En el acto, los voluntarios se disfrazan de todo tipo de personajes en color negro y se inicia la comitiva desde el Ayuntamiento, rumbo al parque. Participan más de veinte asociaciones de cultura popular y alrededor de 400 voluntarios.

### Fiesta mayor infantil
Cada año, durante tres días, a inicios de julio y al mismo tiempo que la celebración de la fiesta mayor de Tarrasa, tiene lugar en el parque de Vallparadis la denominada fiesta mayor infantil, que está dedicada a los más jóvenes y en la que se realizan todo tipo de actuaciones como teatro, circo, cuentos, animación, magia o talleres. Dichas actividades cuentan con la participación de diversas compañías de espectáculos. En el último día tiene lugar la denominada gran fiesta del lunes (en catalán, gran festa del dilluns), en la que se reparte chocolate caliente, se cuentan cuentos, se celebra la fiesta del agua y se celebra un concierto para niños.

## Accesos
Debido a que Vallparadís cruza el centro de Tarrasa de norte a sur, el parque dispone de múltiples accesos.

### Ferrocarril

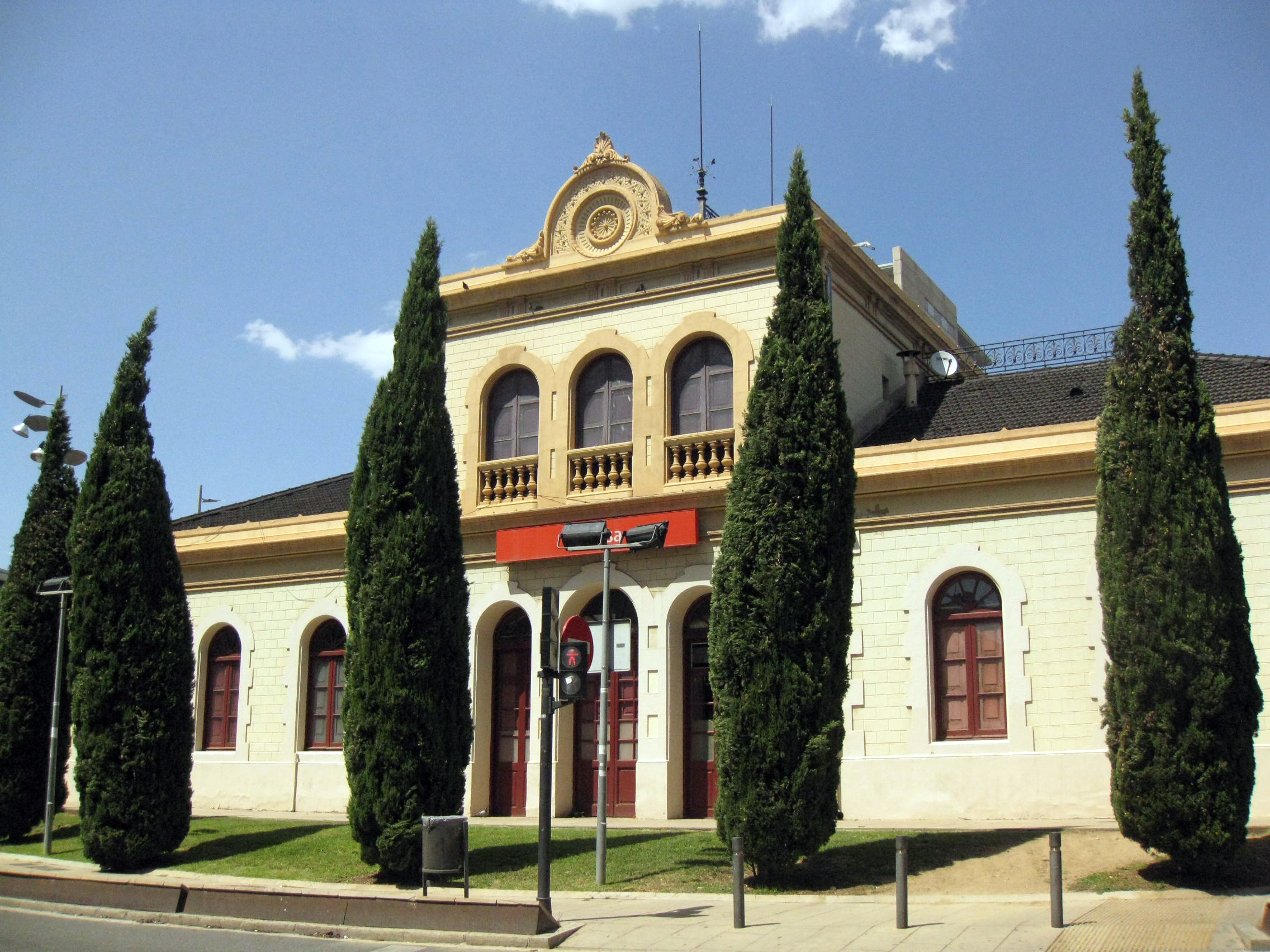
La estación de Tarrasa, que discurre por el norte del parque, está catalogada Bien Cultural de Interés Local

En el extremo norte del parque de la bifurcación oeste correspondiente al torrente de Monner, se ubica la estación de Tarrasa o estación del Norte que cuenta con el servicio de Media Distancia operado por Renfe y forma parte de la línea R4 de la red de Cercanías Barcelona. El edificio, de 1901, está catalogado como Bien Cultural de Interés Local por la Generalidad de Cataluña.
En el centro del parque, se encuentra la estación de Vallparadís Universitat. Se trata de una prolongación de la Línea Barcelona-Vallés de los Ferrocarriles de la Generalidad de Cataluña.

### Líneas de autobús
Dado que por el parque discurren algunas de las vías principales de la ciudad, muchas líneas de autobús pasan a través de sus puentes y pasos a lo largo de todo su recorrido. Por la parte norte del parque discurren las líneas H —que lo cruza en sentido transversal— y 2, que comunica la estación Rambla con la estación Este. Por el centro del parque cruzan las líneas 4 y 7 —esta última, traza paralela al parque de norte a sur—. Las líneas 8, 9 y 10, en mayor o menor medida, recorren parte del parque.

### Redes viales
Por el parque de Vallparadís atraviesan por carretera o por puente tres de las grandes avenidas de la ciudad.
- En sus límites periféricos, en el extremo septentrional donde se ubica la estación del Norte, el parque comienza en la misma avenida 22 de julio, una vía que comunica la ciudad de Tarrasa de este a oeste, desde el barrio de Can Tries de Viladecaballs hasta Sabadell a través del vecindario de Torrebonica.
- La avenida Jaqcuard salva por encima, a través del puente del Paseo el centro del parque. La vía comunica la zona universitaria, donde se ubica la escuela de Ingeniería de Tarrasa y la estación de Vallparadís Universitat con el centro comercial y económico de la ciudad.
- En la zona sur, la avenida de Santa Eulalia cruza el parque a través del puente del Cementerio Viejo. Esta avenida también se identifica como la N-150, que corresponde a la carretera que comunica la autopista C-16, al oeste de Tarrasa, con la autovía C-17 en Moncada y Reixach.

El acceso más directo desde el exterior de la ciudad es accediendo a través de la salida Tarrasa centro desde la autopista C-58, hasta llegar a la carretera de Moncada que se encuentra a la derecha de la primera rotonda, y desde allí se accede a la parte centro-sur del parque.

## Galería multimedia

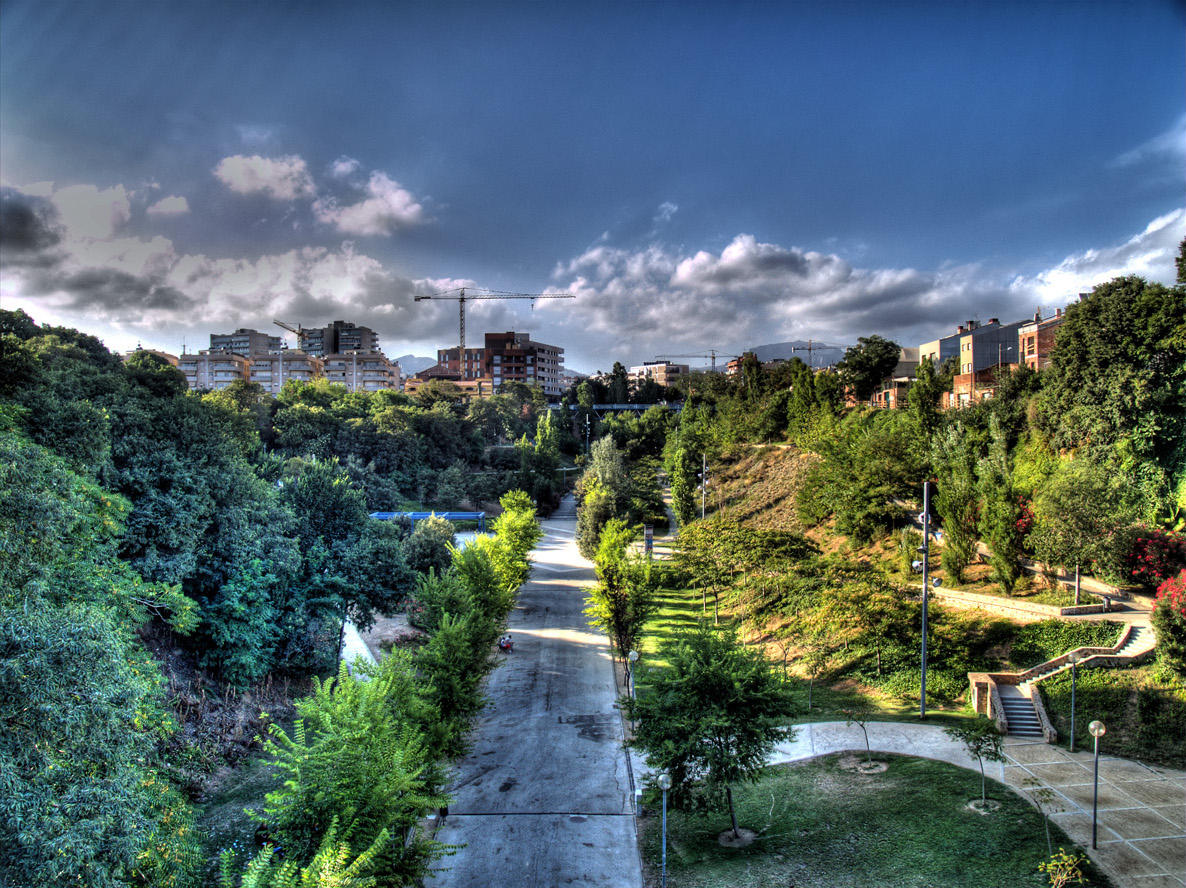
El torrente de las Brujas.
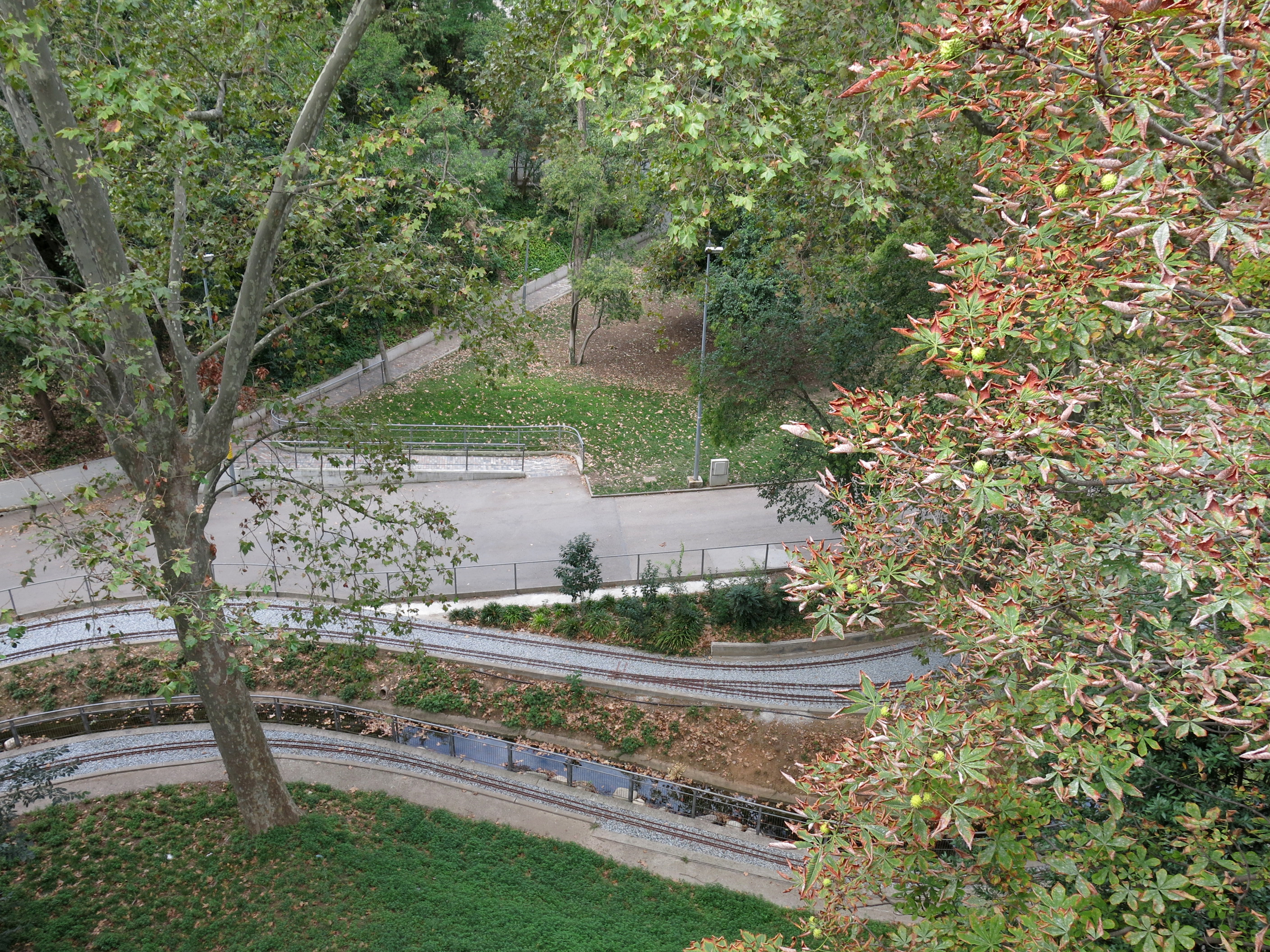
Parque desde el puente del Paseo.
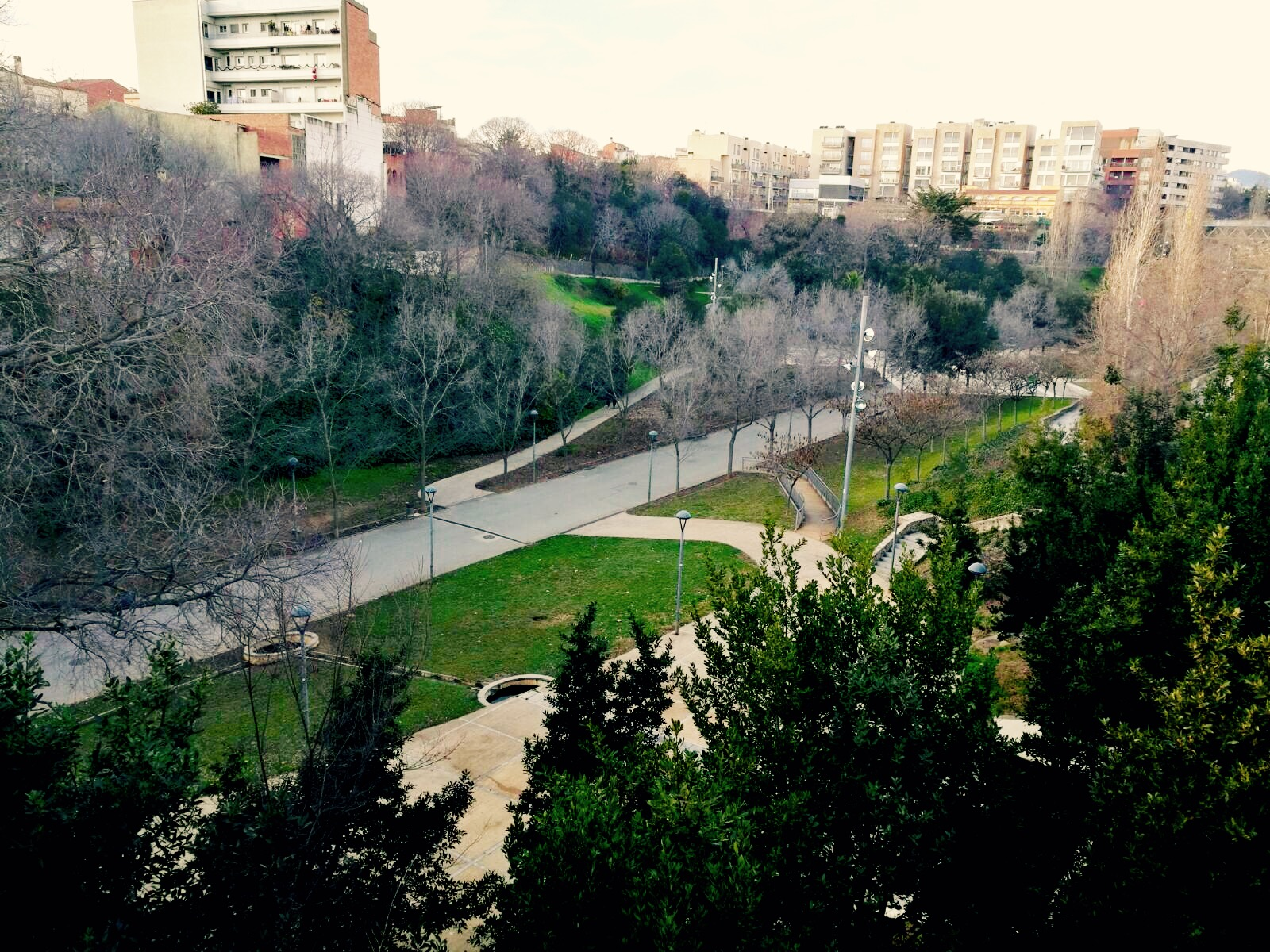
Vista parcial del parque.
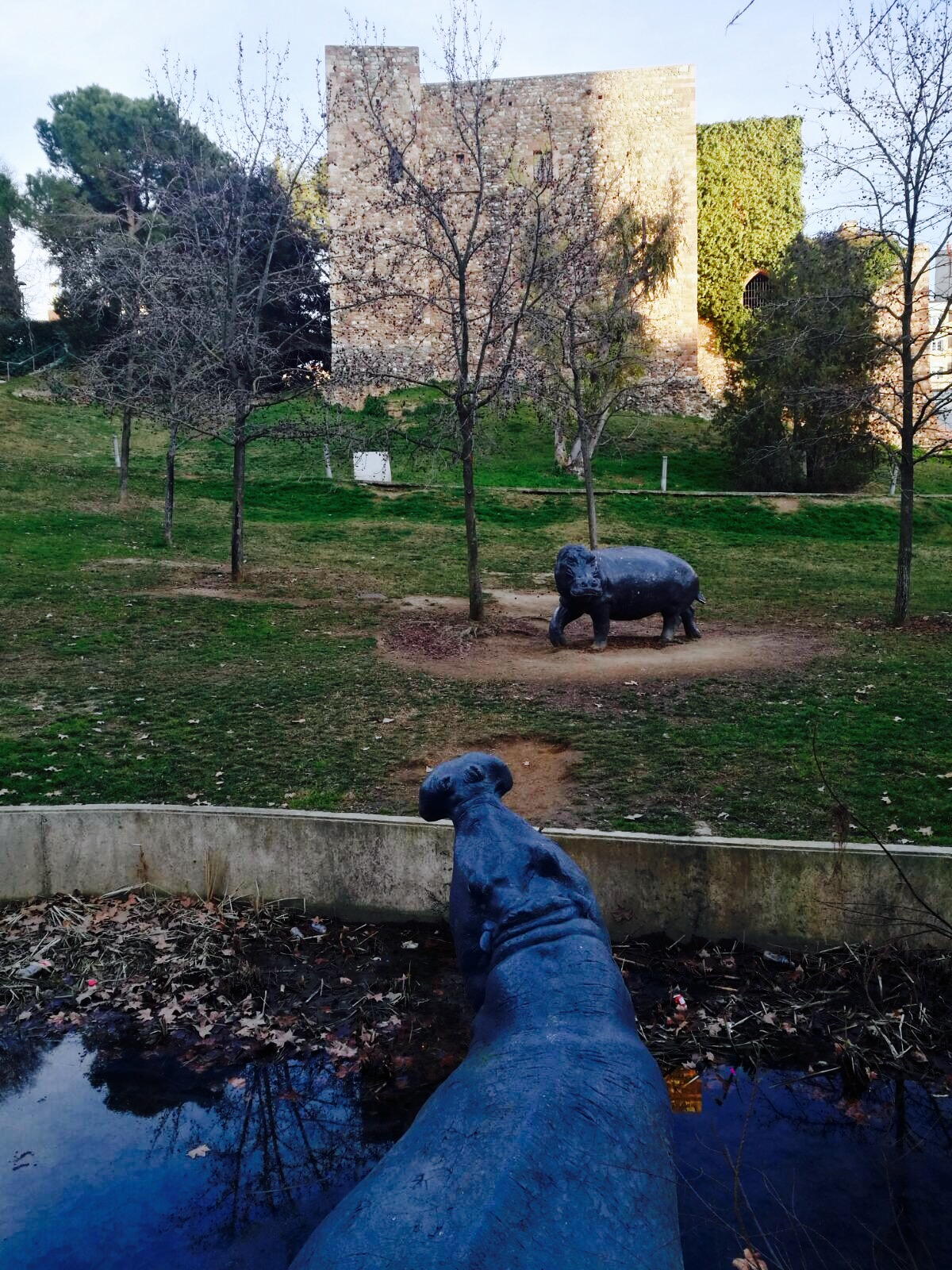
Hipopótamos y castillo.
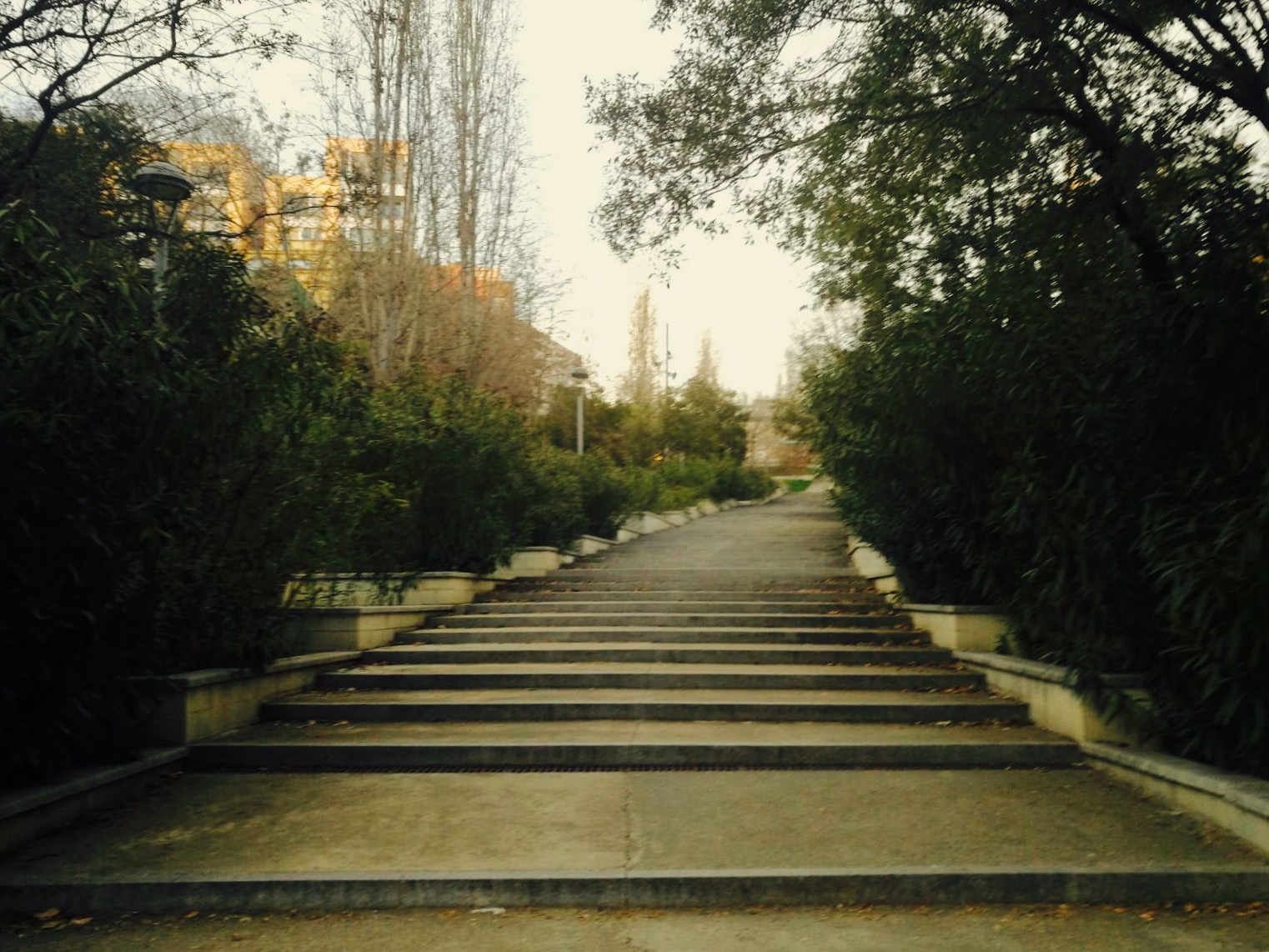
Escaleras en torrente de Monner.
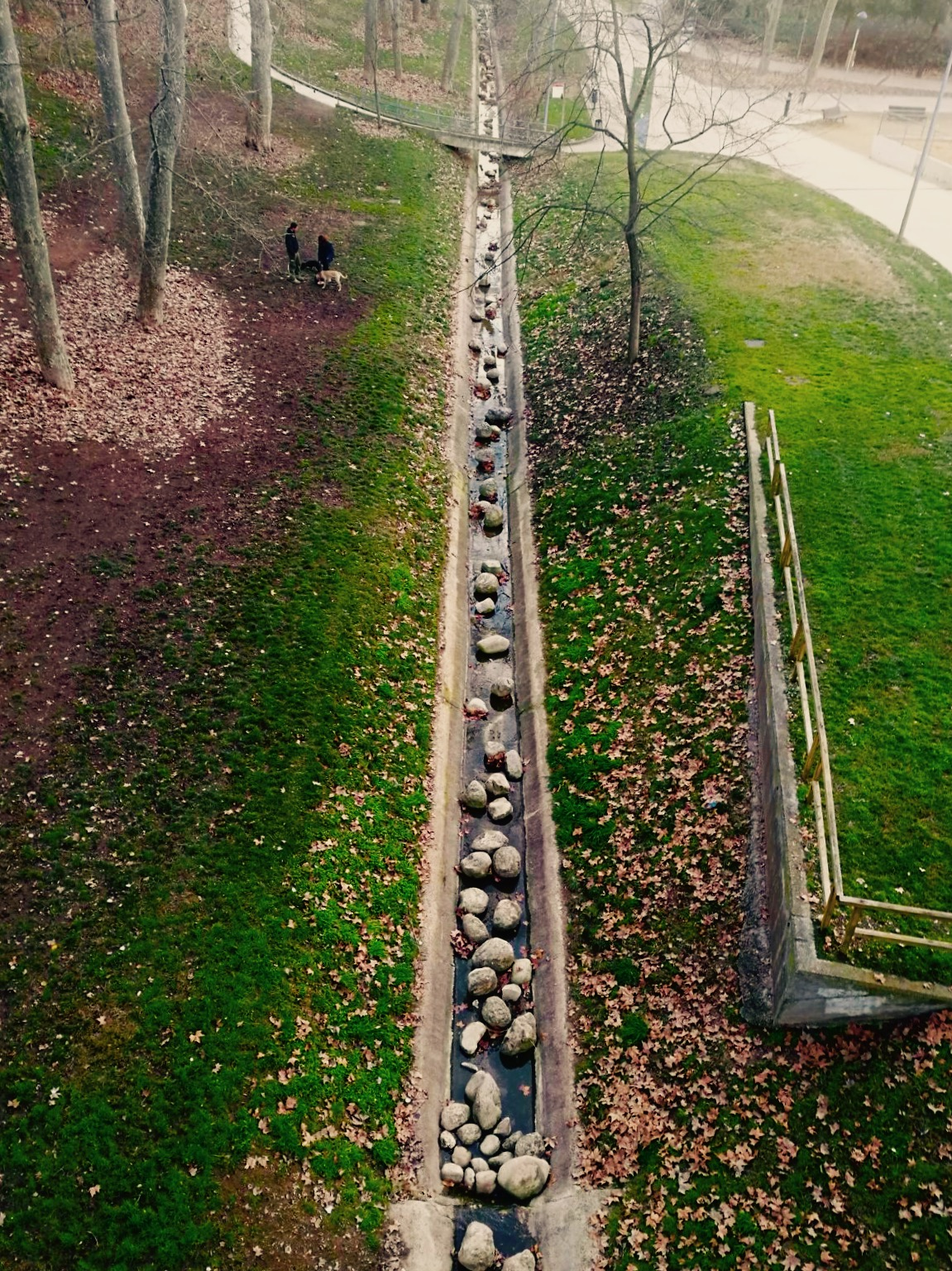
Canal en Vallparadís.
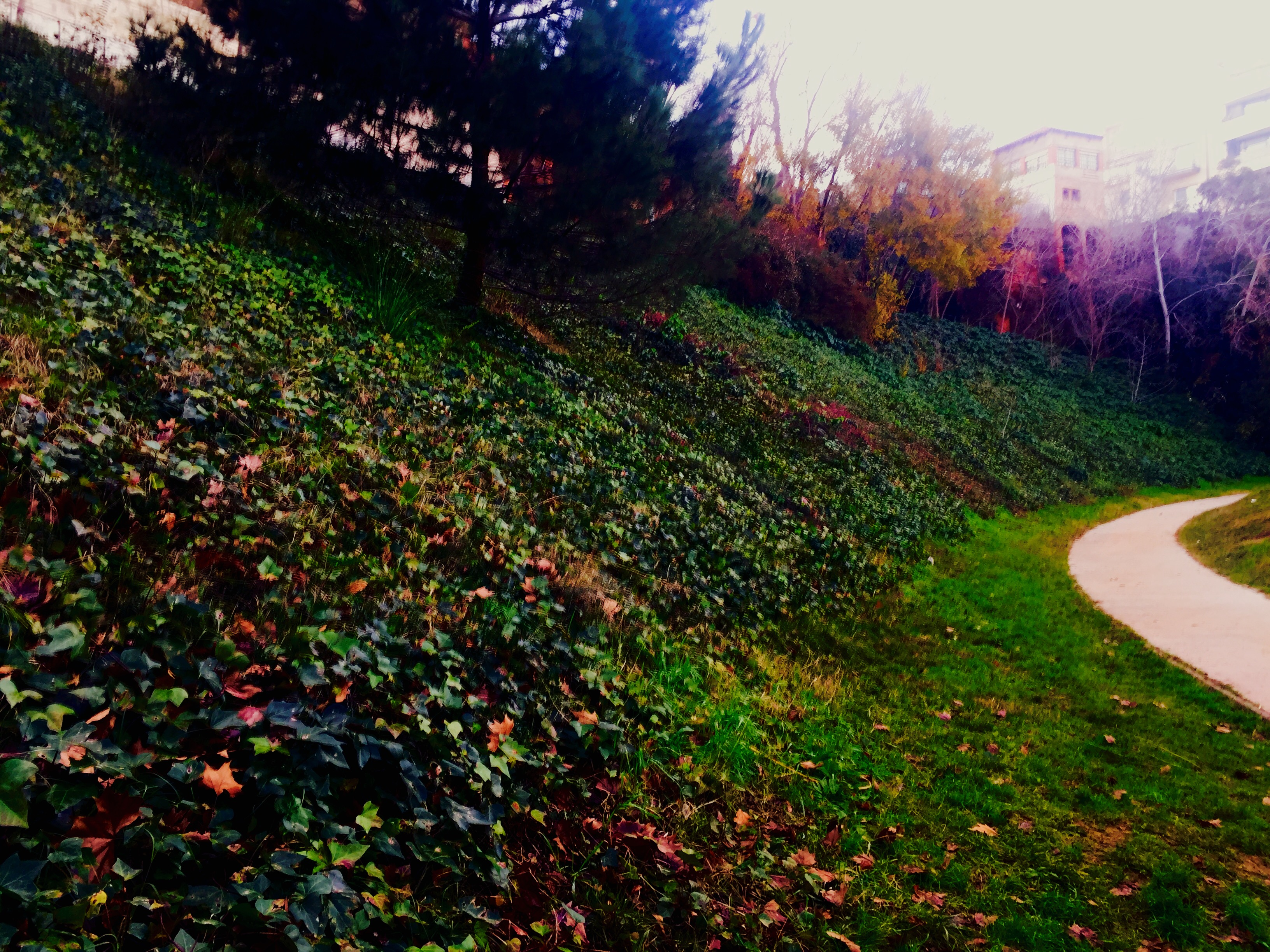
Terraplén en el centro del parque.
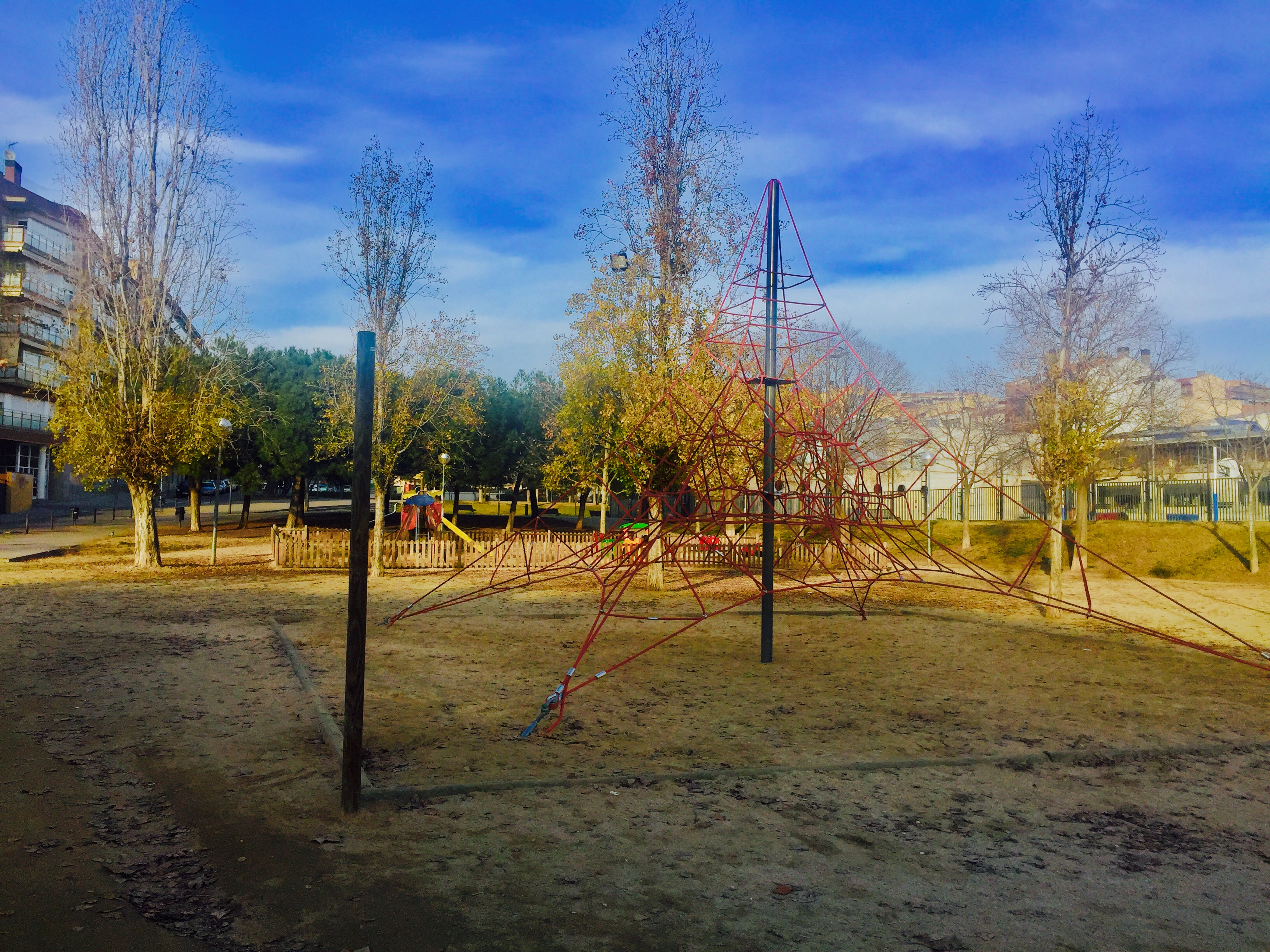
Parque infantil en la zona norte.
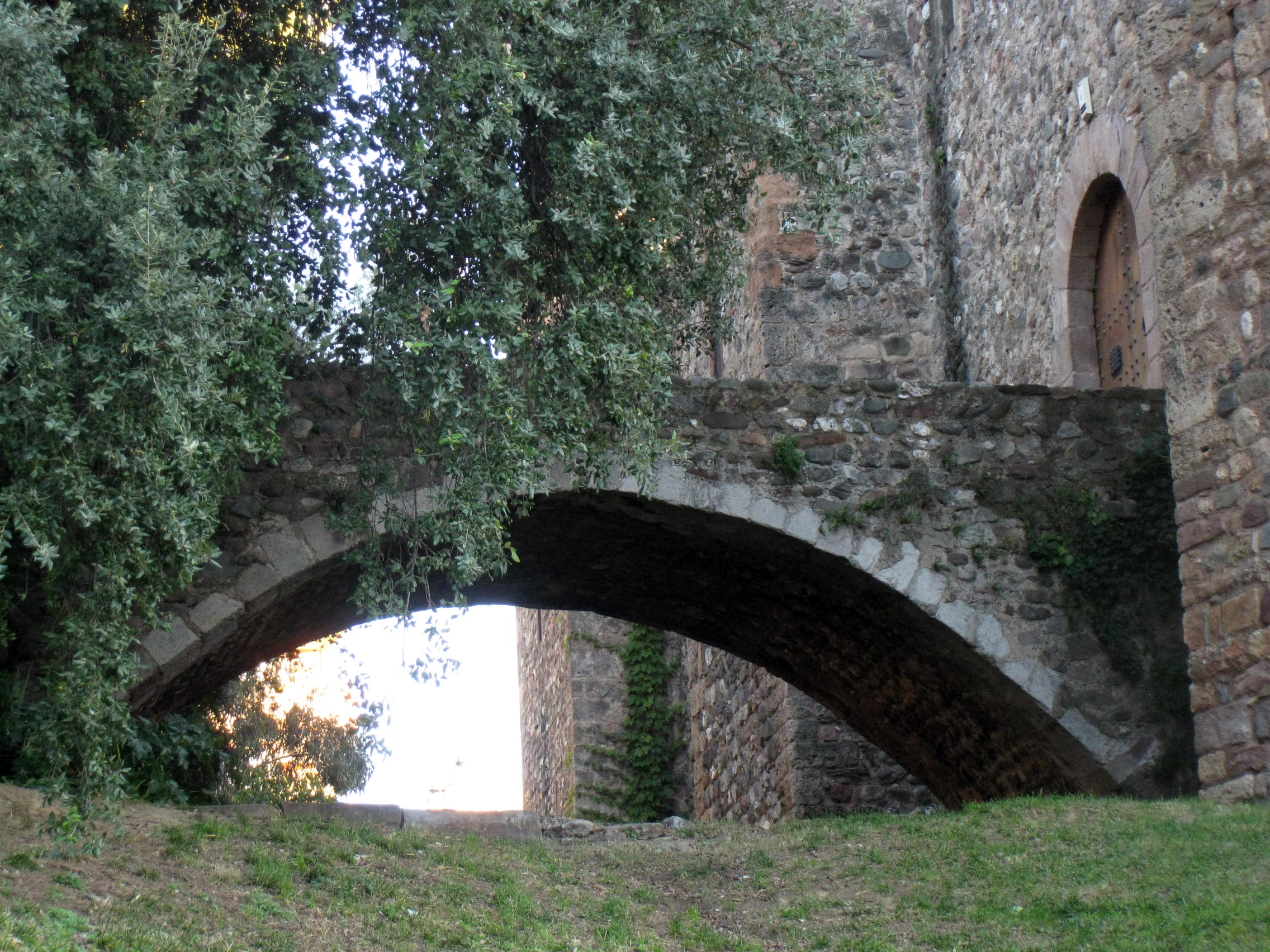
Puente del castillo cartuja.